# Llista d'asteroides (255001-256000)
Llista d'asteroides del 255.001 al 256.000, amb data de descoberta i descobridor. És un fragment de la llista d'asteroides completa. Als asteroides se'ls dona un número quan es confirma la seva òrbita, per tant apareixen llistats aproximadament segons la data de descobriment.

## 255001-255100
| Nom                 | Designació provisional | Data de descobriment | Lloc de descobriment | Descobridor/s     |
| ------------------- | ---------------------- | -------------------- | -------------------- | ----------------- |
| 255001              | 2005 TX12              | 2 d'octubre de 2005  | Mount Lemmon         | Mt. Lemmon Survey |
| 255002              | 2005 TT13              | 3 d'octubre de 2005  | Palomar              | NEAT              |
| 255003              | 2005 TD17              | 1 d'octubre de 2005  | Socorro              | LINEAR            |
| 255004              | 2005 TT18              | 1 d'octubre de 2005  | Catalina             | CSS               |
| 255005              | 2005 TU20              | 1 d'octubre de 2005  | Mount Lemmon         | Mt. Lemmon Survey |
| 255006              | 2005 TV21              | 1 d'octubre de 2005  | Kitt Peak            | Spacewatch        |
| 255007              | 2005 TB25              | 1 d'octubre de 2005  | Mount Lemmon         | Mt. Lemmon Survey |
| 255008              | 2005 TH25              | 1 d'octubre de 2005  | Mount Lemmon         | Mt. Lemmon Survey |
| 255009              | 2005 TV25              | 1 d'octubre de 2005  | Mount Lemmon         | Mt. Lemmon Survey |
| 255010              | 2005 TM28              | 1 d'octubre de 2005  | Mount Lemmon         | Mt. Lemmon Survey |
| 255011              | 2005 TU28              | 2 d'octubre de 2005  | Palomar              | NEAT              |
| 255012              | 2005 TT36              | 1 d'octubre de 2005  | Socorro              | LINEAR            |
| 255013              | 2005 TN40              | 1 d'octubre de 2005  | Kitt Peak            | Spacewatch        |
| 255014              | 2005 TD41              | 2 d'octubre de 2005  | Mount Lemmon         | Mt. Lemmon Survey |
| 255015              | 2005 TF42              | 3 d'octubre de 2005  | Catalina             | CSS               |
| 255016              | 2005 TX46              | 3 d'octubre de 2005  | Catalina             | CSS               |
| 255017              | 2005 TB48              | 6 d'octubre de 2005  | Kitt Peak            | Spacewatch        |
| 255018              | 2005 TK48              | 7 d'octubre de 2005  | Junk Bond            | D. Healy          |
| 255019 Fleurmaxwell | 2005 TN52              | 10 d'octubre de 2005 | Cote de Meuse        | M. Dawson         |
| 255020              | 2005 TB54              | 1 d'octubre de 2005  | Kitt Peak            | Spacewatch        |
| 255021              | 2005 TS54              | 1 d'octubre de 2005  | Anderson Mesa        | LONEOS            |
| 255022              | 2005 TJ55              | 5 d'octubre de 2005  | Socorro              | LINEAR            |
| 255023              | 2005 TT55              | 6 d'octubre de 2005  | Kitt Peak            | Spacewatch        |
| 255024              | 2005 TY61              | 4 d'octubre de 2005  | Mount Lemmon         | Mt. Lemmon Survey |
| 255025              | 2005 TK62              | 4 d'octubre de 2005  | Mount Lemmon         | Mt. Lemmon Survey |
| 255026              | 2005 TV63              | 6 d'octubre de 2005  | Catalina             | CSS               |
| 255027              | 2005 TQ64              | 7 d'octubre de 2005  | Kitt Peak            | Spacewatch        |
| 255028              | 2005 TY70              | 6 d'octubre de 2005  | Mount Lemmon         | Mt. Lemmon Survey |
| 255029              | 2005 TQ72              | 5 d'octubre de 2005  | Catalina             | CSS               |
| 255030              | 2005 TJ74              | 7 d'octubre de 2005  | Anderson Mesa        | LONEOS            |
| 255031              | 2005 TE75              | 2 d'octubre de 2005  | Palomar              | NEAT              |
| 255032              | 2005 TJ78              | 7 d'octubre de 2005  | Catalina             | CSS               |
| 255033              | 2005 TX84              | 3 d'octubre de 2005  | Kitt Peak            | Spacewatch        |
| 255034              | 2005 TJ86              | 4 d'octubre de 2005  | Catalina             | CSS               |
| 255035              | 2005 TJ89              | 5 d'octubre de 2005  | Mount Lemmon         | Mt. Lemmon Survey |
| 255036              | 2005 TJ99              | 7 d'octubre de 2005  | Catalina             | CSS               |
| 255037              | 2005 TL99              | 7 d'octubre de 2005  | Kitt Peak            | Spacewatch        |
| 255038              | 2005 TZ100             | 7 d'octubre de 2005  | Catalina             | CSS               |
| 255039              | 2005 TP102             | 7 d'octubre de 2005  | Mount Lemmon         | Mt. Lemmon Survey |
| 255040              | 2005 TY104             | 8 d'octubre de 2005  | Socorro              | LINEAR            |
| 255041              | 2005 TU105             | 9 d'octubre de 2005  | Kitt Peak            | Spacewatch        |
| 255042              | 2005 TD114             | 7 d'octubre de 2005  | Kitt Peak            | Spacewatch        |
| 255043              | 2005 TT116             | 7 d'octubre de 2005  | Kitt Peak            | Spacewatch        |
| 255044              | 2005 TW121             | 7 d'octubre de 2005  | Kitt Peak            | Spacewatch        |
| 255045              | 2005 TT125             | 7 d'octubre de 2005  | Kitt Peak            | Spacewatch        |
| 255046              | 2005 TY126             | 7 d'octubre de 2005  | Kitt Peak            | Spacewatch        |
| 255047              | 2005 TT128             | 7 d'octubre de 2005  | Kitt Peak            | Spacewatch        |
| 255048              | 2005 TQ131             | 7 d'octubre de 2005  | Kitt Peak            | Spacewatch        |
| 255049              | 2005 TO137             | 6 d'octubre de 2005  | Kitt Peak            | Spacewatch        |
| 255050              | 2005 TS137             | 6 d'octubre de 2005  | Kitt Peak            | Spacewatch        |
| 255051              | 2005 TM139             | 8 d'octubre de 2005  | Kitt Peak            | Spacewatch        |
| 255052              | 2005 TS139             | 8 d'octubre de 2005  | Kitt Peak            | Spacewatch        |
| 255053              | 2005 TE141             | 8 d'octubre de 2005  | Kitt Peak            | Spacewatch        |
| 255054              | 2005 TZ142             | 8 d'octubre de 2005  | Kitt Peak            | Spacewatch        |
| 255055              | 2005 TY150             | 8 d'octubre de 2005  | Kitt Peak            | Spacewatch        |
| 255056              | 2005 TT152             | 11 d'octubre de 2005 | Kitt Peak            | Spacewatch        |
| 255057              | 2005 TJ155             | 9 d'octubre de 2005  | Kitt Peak            | Spacewatch        |
| 255058              | 2005 TR160             | 9 d'octubre de 2005  | Kitt Peak            | Spacewatch        |
| 255059              | 2005 TG161             | 9 d'octubre de 2005  | Kitt Peak            | Spacewatch        |
| 255060              | 2005 TG167             | 9 d'octubre de 2005  | Kitt Peak            | Spacewatch        |
| 255061              | 2005 TX167             | 9 d'octubre de 2005  | Kitt Peak            | Spacewatch        |
| 255062              | 2005 TS170             | 12 d'octubre de 2005 | Kitt Peak            | Spacewatch        |
| 255063              | 2005 TX174             | 1 d'octubre de 2005  | Anderson Mesa        | LONEOS            |
| 255064              | 2005 TC178             | 1 d'octubre de 2005  | Kitt Peak            | Spacewatch        |
| 255065              | 2005 TX181             | 2 d'octubre de 2005  | Palomar              | NEAT              |
| 255066              | 2005 TQ182             | 5 d'octubre de 2005  | Catalina             | CSS               |
| 255067              | 2005 TD191             | 1 d'octubre de 2005  | Socorro              | LINEAR            |
| 255068              | 2005 UO1               | 21 d'octubre de 2005 | Pla D'Arguines       | Pla D'Arguines    |
| 255069              | 2005 UP1               | 22 d'octubre de 2005 | Junk Bond            | D. Healy          |
| 255070              | 2005 UP3               | 26 d'octubre de 2005 | Cordell-Lorenz       | Cordell-Lorenz    |
| 255071              | 2005 UH6               | 28 d'octubre de 2005 | Mount Lemmon         | Mt. Lemmon Survey |
| 255072              | 2005 UP8               | 27 d'octubre de 2005 | Ottmarsheim          | C. Rinner         |
| 255073 Victoriabond | 2005 UR8               | 30 d'octubre de 2005 | Cote de Meuse        | M. Dawson         |
| 255074              | 2005 UZ17              | 22 d'octubre de 2005 | Catalina             | CSS               |
| 255075              | 2005 UN18              | 22 d'octubre de 2005 | Kitt Peak            | Spacewatch        |
| 255076              | 2005 UP18              | 22 d'octubre de 2005 | Kitt Peak            | Spacewatch        |
| 255077              | 2005 UU18              | 22 d'octubre de 2005 | Kitt Peak            | Spacewatch        |
| 255078              | 2005 UU21              | 23 d'octubre de 2005 | Kitt Peak            | Spacewatch        |
| 255079              | 2005 UF30              | 23 d'octubre de 2005 | Catalina             | CSS               |
| 255080              | 2005 UQ35              | 24 d'octubre de 2005 | Kitt Peak            | Spacewatch        |
| 255081              | 2005 UG36              | 24 d'octubre de 2005 | Kitt Peak            | Spacewatch        |
| 255082              | 2005 UD39              | 24 d'octubre de 2005 | Kitt Peak            | Spacewatch        |
| 255083              | 2005 UG39              | 24 d'octubre de 2005 | Kitt Peak            | Spacewatch        |
| 255084              | 2005 UT39              | 24 d'octubre de 2005 | Kitt Peak            | Spacewatch        |
| 255085              | 2005 UJ40              | 24 d'octubre de 2005 | Kitt Peak            | Spacewatch        |
| 255086              | 2005 UL40              | 24 d'octubre de 2005 | Kitt Peak            | Spacewatch        |
| 255087              | 2005 UY40              | 24 d'octubre de 2005 | Kitt Peak            | Spacewatch        |
| 255088              | 2005 UV41              | 24 d'octubre de 2005 | Goodricke-Pigott     | R. A. Tucker      |
| 255089              | 2005 UU42              | 22 d'octubre de 2005 | Kitt Peak            | Spacewatch        |
| 255090              | 2005 UV42              | 22 d'octubre de 2005 | Kitt Peak            | Spacewatch        |
| 255091              | 2005 UU44              | 22 d'octubre de 2005 | Kitt Peak            | Spacewatch        |
| 255092              | 2005 UP47              | 22 d'octubre de 2005 | Catalina             | CSS               |
| 255093              | 2005 UW48              | 23 d'octubre de 2005 | Kitt Peak            | Spacewatch        |
| 255094              | 2005 UM49              | 23 d'octubre de 2005 | Catalina             | CSS               |
| 255095              | 2005 UN50              | 23 d'octubre de 2005 | Catalina             | CSS               |
| 255096              | 2005 UY57              | 24 d'octubre de 2005 | Kitt Peak            | Spacewatch        |
| 255097              | 2005 UH61              | 25 d'octubre de 2005 | Catalina             | CSS               |
| 255098              | 2005 UP62              | 25 d'octubre de 2005 | Mount Lemmon         | Mt. Lemmon Survey |
| 255099              | 2005 UK63              | 25 d'octubre de 2005 | Mount Lemmon         | Mt. Lemmon Survey |
| 255100              | 2005 UQ65              | 22 d'octubre de 2005 | Palomar              | NEAT              |

## 255101-255200
| Nom    | Designació provisional | Data de descobriment | Lloc de descobriment | Descobridor/s     |
| ------ | ---------------------- | -------------------- | -------------------- | ----------------- |
| 255101 | 2005 UB66              | 22 d'octubre de 2005 | Catalina             | CSS               |
| 255102 | 2005 UC67              | 22 d'octubre de 2005 | Catalina             | CSS               |
| 255103 | 2005 US67              | 22 d'octubre de 2005 | Palomar              | NEAT              |
| 255104 | 2005 UJ68              | 22 d'octubre de 2005 | Palomar              | NEAT              |
| 255105 | 2005 UB70              | 23 d'octubre de 2005 | Catalina             | CSS               |
| 255106 | 2005 UW70              | 23 d'octubre de 2005 | Catalina             | CSS               |
| 255107 | 2005 UH73              | 23 d'octubre de 2005 | Palomar              | NEAT              |
| 255108 | 2005 UD87              | 22 d'octubre de 2005 | Kitt Peak            | Spacewatch        |
| 255109 | 2005 UU88              | 22 d'octubre de 2005 | Kitt Peak            | Spacewatch        |
| 255110 | 2005 UH90              | 22 d'octubre de 2005 | Kitt Peak            | Spacewatch        |
| 255111 | 2005 UB93              | 22 d'octubre de 2005 | Kitt Peak            | Spacewatch        |
| 255112 | 2005 UQ98              | 22 d'octubre de 2005 | Kitt Peak            | Spacewatch        |
| 255113 | 2005 UK99              | 22 d'octubre de 2005 | Kitt Peak            | Spacewatch        |
| 255114 | 2005 UD101             | 22 d'octubre de 2005 | Kitt Peak            | Spacewatch        |
| 255115 | 2005 UP102             | 22 d'octubre de 2005 | Kitt Peak            | Spacewatch        |
| 255116 | 2005 UJ104             | 22 d'octubre de 2005 | Kitt Peak            | Spacewatch        |
| 255117 | 2005 UJ106             | 22 d'octubre de 2005 | Catalina             | CSS               |
| 255118 | 2005 UX106             | 22 d'octubre de 2005 | Kitt Peak            | Spacewatch        |
| 255119 | 2005 UZ108             | 22 d'octubre de 2005 | Palomar              | NEAT              |
| 255120 | 2005 UF110             | 22 d'octubre de 2005 | Kitt Peak            | Spacewatch        |
| 255121 | 2005 UW113             | 22 d'octubre de 2005 | Kitt Peak            | Spacewatch        |
| 255122 | 2005 UB114             | 22 d'octubre de 2005 | Kitt Peak            | Spacewatch        |
| 255123 | 2005 UR115             | 23 d'octubre de 2005 | Palomar              | NEAT              |
| 255124 | 2005 UU119             | 24 d'octubre de 2005 | Kitt Peak            | Spacewatch        |
| 255125 | 2005 UH120             | 24 d'octubre de 2005 | Kitt Peak            | Spacewatch        |
| 255126 | 2005 UL126             | 24 d'octubre de 2005 | Kitt Peak            | Spacewatch        |
| 255127 | 2005 UE128             | 24 d'octubre de 2005 | Kitt Peak            | Spacewatch        |
| 255128 | 2005 US128             | 24 d'octubre de 2005 | Kitt Peak            | Spacewatch        |
| 255129 | 2005 UC130             | 24 d'octubre de 2005 | Palomar              | NEAT              |
| 255130 | 2005 UG130             | 24 d'octubre de 2005 | Palomar              | NEAT              |
| 255131 | 2005 UJ130             | 24 d'octubre de 2005 | Palomar              | NEAT              |
| 255132 | 2005 UE131             | 24 d'octubre de 2005 | Kitt Peak            | Spacewatch        |
| 255133 | 2005 UO132             | 24 d'octubre de 2005 | Palomar              | NEAT              |
| 255134 | 2005 UY136             | 25 d'octubre de 2005 | Mount Lemmon         | Mt. Lemmon Survey |
| 255135 | 2005 UR138             | 25 d'octubre de 2005 | Kitt Peak            | Spacewatch        |
| 255136 | 2005 UE141             | 25 d'octubre de 2005 | Catalina             | CSS               |
| 255137 | 2005 UX141             | 25 d'octubre de 2005 | Catalina             | CSS               |
| 255138 | 2005 UY141             | 25 d'octubre de 2005 | Catalina             | CSS               |
| 255139 | 2005 UP142             | 25 d'octubre de 2005 | Mount Lemmon         | Mt. Lemmon Survey |
| 255140 | 2005 UT146             | 26 d'octubre de 2005 | Kitt Peak            | Spacewatch        |
| 255141 | 2005 UE148             | 26 d'octubre de 2005 | Kitt Peak            | Spacewatch        |
| 255142 | 2005 US150             | 26 d'octubre de 2005 | Anderson Mesa        | LONEOS            |
| 255143 | 2005 UV153             | 26 d'octubre de 2005 | Kitt Peak            | Spacewatch        |
| 255144 | 2005 UD155             | 26 d'octubre de 2005 | Kitt Peak            | Spacewatch        |
| 255145 | 2005 UY161             | 25 d'octubre de 2005 | Catalina             | CSS               |
| 255146 | 2005 UD165             | 24 d'octubre de 2005 | Kitt Peak            | Spacewatch        |
| 255147 | 2005 UX166             | 24 d'octubre de 2005 | Kitt Peak            | Spacewatch        |
| 255148 | 2005 UM167             | 24 d'octubre de 2005 | Kitt Peak            | Spacewatch        |
| 255149 | 2005 UA170             | 24 d'octubre de 2005 | Kitt Peak            | Spacewatch        |
| 255150 | 2005 US171             | 24 d'octubre de 2005 | Kitt Peak            | Spacewatch        |
| 255151 | 2005 UF174             | 24 d'octubre de 2005 | Kitt Peak            | Spacewatch        |
| 255152 | 2005 UQ176             | 24 d'octubre de 2005 | Kitt Peak            | Spacewatch        |
| 255153 | 2005 UY177             | 24 d'octubre de 2005 | Kitt Peak            | Spacewatch        |
| 255154 | 2005 UL179             | 24 d'octubre de 2005 | Kitt Peak            | Spacewatch        |
| 255155 | 2005 UD181             | 24 d'octubre de 2005 | Kitt Peak            | Spacewatch        |
| 255156 | 2005 UF181             | 24 d'octubre de 2005 | Kitt Peak            | Spacewatch        |
| 255157 | 2005 UN183             | 25 d'octubre de 2005 | Mount Lemmon         | Mt. Lemmon Survey |
| 255158 | 2005 UU183             | 25 d'octubre de 2005 | Mount Lemmon         | Mt. Lemmon Survey |
| 255159 | 2005 UV183             | 25 d'octubre de 2005 | Mount Lemmon         | Mt. Lemmon Survey |
| 255160 | 2005 UO184             | 25 d'octubre de 2005 | Mount Lemmon         | Mt. Lemmon Survey |
| 255161 | 2005 UG190             | 27 d'octubre de 2005 | Mount Lemmon         | Mt. Lemmon Survey |
| 255162 | 2005 UL190             | 27 d'octubre de 2005 | Mount Lemmon         | Mt. Lemmon Survey |
| 255163 | 2005 UT192             | 22 d'octubre de 2005 | Kitt Peak            | Spacewatch        |
| 255164 | 2005 UP196             | 24 d'octubre de 2005 | Kitt Peak            | Spacewatch        |
| 255165 | 2005 UT198             | 25 d'octubre de 2005 | Kitt Peak            | Spacewatch        |
| 255166 | 2005 US199             | 25 d'octubre de 2005 | Kitt Peak            | Spacewatch        |
| 255167 | 2005 UF201             | 25 d'octubre de 2005 | Kitt Peak            | Spacewatch        |
| 255168 | 2005 US205             | 26 d'octubre de 2005 | Kitt Peak            | Spacewatch        |
| 255169 | 2005 UC210             | 27 d'octubre de 2005 | Kitt Peak            | Spacewatch        |
| 255170 | 2005 UN217             | 28 d'octubre de 2005 | Socorro              | LINEAR            |
| 255171 | 2005 UQ217             | 22 d'octubre de 2005 | Kitt Peak            | Spacewatch        |
| 255172 | 2005 UO221             | 25 d'octubre de 2005 | Kitt Peak            | Spacewatch        |
| 255173 | 2005 UE222             | 25 d'octubre de 2005 | Kitt Peak            | Spacewatch        |
| 255174 | 2005 UL226             | 25 d'octubre de 2005 | Kitt Peak            | Spacewatch        |
| 255175 | 2005 UU230             | 25 d'octubre de 2005 | Mount Lemmon         | Mt. Lemmon Survey |
| 255176 | 2005 UL236             | 25 d'octubre de 2005 | Kitt Peak            | Spacewatch        |
| 255177 | 2005 UA239             | 25 d'octubre de 2005 | Kitt Peak            | Spacewatch        |
| 255178 | 2005 UJ241             | 25 d'octubre de 2005 | Catalina             | CSS               |
| 255179 | 2005 UD242             | 25 d'octubre de 2005 | Kitt Peak            | Spacewatch        |
| 255180 | 2005 UT246             | 27 d'octubre de 2005 | Mount Lemmon         | Mt. Lemmon Survey |
| 255181 | 2005 UG248             | 28 d'octubre de 2005 | Mount Lemmon         | Mt. Lemmon Survey |
| 255182 | 2005 UE255             | 24 d'octubre de 2005 | Kitt Peak            | Spacewatch        |
| 255183 | 2005 UJ256             | 25 d'octubre de 2005 | Kitt Peak            | Spacewatch        |
| 255184 | 2005 UR256             | 25 d'octubre de 2005 | Kitt Peak            | Spacewatch        |
| 255185 | 2005 UH258             | 25 d'octubre de 2005 | Kitt Peak            | Spacewatch        |
| 255186 | 2005 UG265             | 27 d'octubre de 2005 | Kitt Peak            | Spacewatch        |
| 255187 | 2005 UC279             | 24 d'octubre de 2005 | Kitt Peak            | Spacewatch        |
| 255188 | 2005 UK282             | 26 d'octubre de 2005 | Kitt Peak            | Spacewatch        |
| 255189 | 2005 UV284             | 26 d'octubre de 2005 | Kitt Peak            | Spacewatch        |
| 255190 | 2005 UU287             | 26 d'octubre de 2005 | Kitt Peak            | Spacewatch        |
| 255191 | 2005 UF294             | 26 d'octubre de 2005 | Kitt Peak            | Spacewatch        |
| 255192 | 2005 UY299             | 26 d'octubre de 2005 | Kitt Peak            | Spacewatch        |
| 255193 | 2005 UA304             | 26 d'octubre de 2005 | Kitt Peak            | Spacewatch        |
| 255194 | 2005 UH308             | 27 d'octubre de 2005 | Mount Lemmon         | Mt. Lemmon Survey |
| 255195 | 2005 UB313             | 29 d'octubre de 2005 | Catalina             | CSS               |
| 255196 | 2005 UH313             | 29 d'octubre de 2005 | Catalina             | CSS               |
| 255197 | 2005 UA314             | 27 d'octubre de 2005 | Catalina             | CSS               |
| 255198 | 2005 UX314             | 24 d'octubre de 2005 | Kitt Peak            | Spacewatch        |
| 255199 | 2005 UD319             | 27 d'octubre de 2005 | Kitt Peak            | Spacewatch        |
| 255200 | 2005 UE320             | 27 d'octubre de 2005 | Kitt Peak            | Spacewatch        |

## 255201-255300
| Nom             | Designació provisional | Data de descobriment   | Lloc de descobriment | Descobridor/s     |
| --------------- | ---------------------- | ---------------------- | -------------------- | ----------------- |
| 255201          | 2005 UY321             | 27 d'octubre de 2005   | Kitt Peak            | Spacewatch        |
| 255202          | 2005 UU327             | 29 d'octubre de 2005   | Catalina             | CSS               |
| 255203          | 2005 UJ329             | 28 d'octubre de 2005   | Mount Lemmon         | Mt. Lemmon Survey |
| 255204          | 2005 UM330             | 28 d'octubre de 2005   | Mount Lemmon         | Mt. Lemmon Survey |
| 255205          | 2005 UU337             | 31 d'octubre de 2005   | Kitt Peak            | Spacewatch        |
| 255206          | 2005 UD338             | 31 d'octubre de 2005   | Kitt Peak            | Spacewatch        |
| 255207          | 2005 UG341             | 31 d'octubre de 2005   | Socorro              | LINEAR            |
| 255208          | 2005 UN343             | 31 d'octubre de 2005   | Catalina             | CSS               |
| 255209          | 2005 UC349             | 25 d'octubre de 2005   | Kitt Peak            | Spacewatch        |
| 255210          | 2005 UH351             | 29 d'octubre de 2005   | Catalina             | CSS               |
| 255211          | 2005 UN351             | 29 d'octubre de 2005   | Catalina             | CSS               |
| 255212          | 2005 UL353             | 29 d'octubre de 2005   | Catalina             | CSS               |
| 255213          | 2005 UW353             | 29 d'octubre de 2005   | Catalina             | CSS               |
| 255214          | 2005 UQ354             | 29 d'octubre de 2005   | Catalina             | CSS               |
| 255215          | 2005 UG355             | 29 d'octubre de 2005   | Catalina             | CSS               |
| 255216          | 2005 UQ357             | 30 d'octubre de 2005   | Catalina             | CSS               |
| 255217          | 2005 UX359             | 25 d'octubre de 2005   | Mount Lemmon         | Mt. Lemmon Survey |
| 255218          | 2005 UR378             | 29 d'octubre de 2005   | Mount Lemmon         | Mt. Lemmon Survey |
| 255219          | 2005 UZ384             | 27 d'octubre de 2005   | Kitt Peak            | Spacewatch        |
| 255220          | 2005 UY391             | 30 d'octubre de 2005   | Kitt Peak            | Spacewatch        |
| 255221          | 2005 UU392             | 30 d'octubre de 2005   | Mount Lemmon         | Mt. Lemmon Survey |
| 255222          | 2005 UW397             | 29 d'octubre de 2005   | Catalina             | CSS               |
| 255223          | 2005 UQ398             | 30 d'octubre de 2005   | Socorro              | LINEAR            |
| 255224          | 2005 UD399             | 30 d'octubre de 2005   | Mount Lemmon         | Mt. Lemmon Survey |
| 255225          | 2005 UM408             | 31 d'octubre de 2005   | Mount Lemmon         | Mt. Lemmon Survey |
| 255226          | 2005 UU411             | 31 d'octubre de 2005   | Mount Lemmon         | Mt. Lemmon Survey |
| 255227          | 2005 UO420             | 25 d'octubre de 2005   | Mount Lemmon         | Mt. Lemmon Survey |
| 255228          | 2005 UH422             | 27 d'octubre de 2005   | Mount Lemmon         | Mt. Lemmon Survey |
| 255229          | 2005 UY424             | 28 d'octubre de 2005   | Kitt Peak            | Spacewatch        |
| 255230          | 2005 UZ432             | 28 d'octubre de 2005   | Kitt Peak            | Spacewatch        |
| 255231          | 2005 UD438             | 27 d'octubre de 2005   | Kitt Peak            | Spacewatch        |
| 255232          | 2005 UF438             | 27 d'octubre de 2005   | Mount Lemmon         | Mt. Lemmon Survey |
| 255233          | 2005 UT438             | 28 d'octubre de 2005   | Mount Lemmon         | Mt. Lemmon Survey |
| 255234          | 2005 UO439             | 29 d'octubre de 2005   | Catalina             | CSS               |
| 255235          | 2005 UH440             | 29 d'octubre de 2005   | Catalina             | CSS               |
| 255236          | 2005 UK440             | 29 d'octubre de 2005   | Catalina             | CSS               |
| 255237          | 2005 UF443             | 30 d'octubre de 2005   | Socorro              | LINEAR            |
| 255238          | 2005 UZ444             | 31 d'octubre de 2005   | Kitt Peak            | Spacewatch        |
| 255239          | 2005 UM446             | 29 d'octubre de 2005   | Catalina             | CSS               |
| 255240          | 2005 UM447             | 29 d'octubre de 2005   | Catalina             | CSS               |
| 255241          | 2005 UP459             | 27 d'octubre de 2005   | Mount Lemmon         | Mt. Lemmon Survey |
| 255242          | 2005 UW460             | 28 d'octubre de 2005   | Mount Lemmon         | Mt. Lemmon Survey |
| 255243          | 2005 UD482             | 22 d'octubre de 2005   | Catalina             | CSS               |
| 255244          | 2005 UC485             | 22 d'octubre de 2005   | Catalina             | CSS               |
| 255245          | 2005 UJ495             | 26 d'octubre de 2005   | Anderson Mesa        | LONEOS            |
| 255246          | 2005 UE497             | 27 d'octubre de 2005   | Socorro              | LINEAR            |
| 255247          | 2005 UB500             | 27 d'octubre de 2005   | Anderson Mesa        | LONEOS            |
| 255248          | 2005 UR508             | 22 d'octubre de 2005   | Kitt Peak            | Spacewatch        |
| 255249          | 2005 UZ508             | 25 d'octubre de 2005   | Mount Lemmon         | Mt. Lemmon Survey |
| 255250          | 2005 UP510             | 25 d'octubre de 2005   | Mount Lemmon         | Mt. Lemmon Survey |
| 255251          | 2005 UR511             | 28 d'octubre de 2005   | Kitt Peak            | Spacewatch        |
| 255252          | 2005 UA514             | 28 d'octubre de 2005   | Mount Lemmon         | Mt. Lemmon Survey |
| 255253          | 2005 US519             | 26 d'octubre de 2005   | Apache Point         | A. C. Becker      |
| 255254          | 2005 US523             | 27 d'octubre de 2005   | Apache Point         | A. C. Becker      |
| 255255          | 2005 UP524             | 24 d'octubre de 2005   | Kitt Peak            | Spacewatch        |
| 255256          | 2005 VL                | 2 de novembre de 2005  | Socorro              | LINEAR            |
| 255257 Mechwart | 2005 VR1               | 4 de novembre de 2005  | Piszkesteto          | Piszkesteto       |
| 255258          | 2005 VH4               | 6 de novembre de 2005  | Mayhill              | A. Lowe           |
| 255259          | 2005 VQ6               | 6 de novembre de 2005  | Kitt Peak            | Spacewatch        |
| 255260          | 2005 VV6               | 6 de novembre de 2005  | Mount Lemmon         | Mt. Lemmon Survey |
| 255261          | 2005 VU7               | 9 de novembre de 2005  | Piszkesteto          | K. Sarneczky      |
| 255262          | 2005 VH25              | 2 de novembre de 2005  | Socorro              | LINEAR            |
| 255263          | 2005 VG26              | 3 de novembre de 2005  | Kitt Peak            | Spacewatch        |
| 255264          | 2005 VG32              | 4 de novembre de 2005  | Kitt Peak            | Spacewatch        |
| 255265          | 2005 VH41              | 4 de novembre de 2005  | Mount Lemmon         | Mt. Lemmon Survey |
| 255266          | 2005 VH42              | 3 de novembre de 2005  | Catalina             | CSS               |
| 255267          | 2005 VE48              | 5 de novembre de 2005  | Kitt Peak            | Spacewatch        |
| 255268          | 2005 VH49              | 1 de novembre de 2005  | Socorro              | LINEAR            |
| 255269          | 2005 VK49              | 1 de novembre de 2005  | Kitt Peak            | Spacewatch        |
| 255270          | 2005 VV49              | 2 de novembre de 2005  | Socorro              | LINEAR            |
| 255271          | 2005 VS50              | 3 de novembre de 2005  | Catalina             | CSS               |
| 255272          | 2005 VT52              | 3 de novembre de 2005  | Mount Lemmon         | Mt. Lemmon Survey |
| 255273          | 2005 VV52              | 3 de novembre de 2005  | Mount Lemmon         | Mt. Lemmon Survey |
| 255274          | 2005 VJ53              | 3 de novembre de 2005  | Mount Lemmon         | Mt. Lemmon Survey |
| 255275          | 2005 VD58              | 4 de novembre de 2005  | Mount Lemmon         | Mt. Lemmon Survey |
| 255276          | 2005 VE59              | 5 de novembre de 2005  | Mount Lemmon         | Mt. Lemmon Survey |
| 255277          | 2005 VZ60              | 5 de novembre de 2005  | Catalina             | CSS               |
| 255278          | 2005 VU62              | 1 de novembre de 2005  | Mount Lemmon         | Mt. Lemmon Survey |
| 255279          | 2005 VN63              | 1 de novembre de 2005  | Mount Lemmon         | Mt. Lemmon Survey |
| 255280          | 2005 VU65              | 1 de novembre de 2005  | Mount Lemmon         | Mt. Lemmon Survey |
| 255281          | 2005 VW71              | 1 de novembre de 2005  | Mount Lemmon         | Mt. Lemmon Survey |
| 255282          | 2005 VX75              | 3 de novembre de 2005  | Kitt Peak            | Spacewatch        |
| 255283          | 2005 VA77              | 4 de novembre de 2005  | Catalina             | CSS               |
| 255284          | 2005 VO77              | 5 de novembre de 2005  | Kitt Peak            | Spacewatch        |
| 255285          | 2005 VF78              | 6 de novembre de 2005  | Kitt Peak            | Spacewatch        |
| 255286          | 2005 VS78              | 6 de novembre de 2005  | Socorro              | LINEAR            |
| 255287          | 2005 VS81              | 6 de novembre de 2005  | Kitt Peak            | Spacewatch        |
| 255288          | 2005 VE85              | 4 de novembre de 2005  | Mount Lemmon         | Mt. Lemmon Survey |
| 255289          | 2005 VF90              | 6 de novembre de 2005  | Kitt Peak            | Spacewatch        |
| 255290          | 2005 VF99              | 10 de novembre de 2005 | Catalina             | CSS               |
| 255291          | 2005 VJ102             | 1 de novembre de 2005  | Kitt Peak            | Spacewatch        |
| 255292          | 2005 VH107             | 5 de novembre de 2005  | Kitt Peak            | Spacewatch        |
| 255293          | 2005 VC109             | 6 de novembre de 2005  | Mount Lemmon         | Mt. Lemmon Survey |
| 255294          | 2005 VS112             | 9 de novembre de 2005  | Campo Imperatore     | CINEOS            |
| 255295          | 2005 VO113             | 10 de novembre de 2005 | Kitt Peak            | Spacewatch        |
| 255296          | 2005 VD116             | 11 de novembre de 2005 | Kitt Peak            | Spacewatch        |
| 255297          | 2005 VB118             | 12 de novembre de 2005 | Kitt Peak            | Spacewatch        |
| 255298          | 2005 VB119             | 2 de novembre de 2005  | Socorro              | LINEAR            |
| 255299          | 2005 VQ119             | 5 de novembre de 2005  | Anderson Mesa        | LONEOS            |
| 255300          | 2005 VL120             | 10 de novembre de 2005 | Catalina             | CSS               |

## 255301-255400
| Nom                   | Designació provisional | Data de descobriment   | Lloc de descobriment | Descobridor/s     |
| --------------------- | ---------------------- | ---------------------- | -------------------- | ----------------- |
| 255301                | 2005 VD121             | 12 de novembre de 2005 | Catalina             | CSS               |
| 255302                | 2005 VK122             | 10 de novembre de 2005 | Catalina             | CSS               |
| 255303                | 2005 VN125             | 2 de novembre de 2005  | Catalina             | CSS               |
| 255304                | 2005 VO129             | 1 de novembre de 2005  | Apache Point         | A. C. Becker      |
| 255305                | 2005 VN131             | 1 de novembre de 2005  | Apache Point         | A. C. Becker      |
| 255306                | 2005 VH132             | 1 de novembre de 2005  | Apache Point         | A. C. Becker      |
| 255307                | 2005 WR                | 20 de novembre de 2005 | Wrightwood           | J. W. Young       |
| 255308 Christianzuber | 2005 WB5               | 20 de novembre de 2005 | Nogales              | J.-C. Merlin      |
| 255309                | 2005 WJ8               | 21 de novembre de 2005 | Kitt Peak            | Spacewatch        |
| 255310                | 2005 WA12              | 22 de novembre de 2005 | Kitt Peak            | Spacewatch        |
| 255311                | 2005 WC14              | 22 de novembre de 2005 | Kitt Peak            | Spacewatch        |
| 255312                | 2005 WA16              | 22 de novembre de 2005 | Kitt Peak            | Spacewatch        |
| 255313                | 2005 WJ19              | 24 de novembre de 2005 | Palomar              | NEAT              |
| 255314                | 2005 WN19              | 24 de novembre de 2005 | Palomar              | NEAT              |
| 255315                | 2005 WV21              | 21 de novembre de 2005 | Kitt Peak            | Spacewatch        |
| 255316                | 2005 WZ23              | 21 de novembre de 2005 | Kitt Peak            | Spacewatch        |
| 255317                | 2005 WD25              | 21 de novembre de 2005 | Kitt Peak            | Spacewatch        |
| 255318                | 2005 WH26              | 21 de novembre de 2005 | Kitt Peak            | Spacewatch        |
| 255319                | 2005 WV26              | 21 de novembre de 2005 | Kitt Peak            | Spacewatch        |
| 255320                | 2005 WR27              | 21 de novembre de 2005 | Kitt Peak            | Spacewatch        |
| 255321                | 2005 WJ29              | 21 de novembre de 2005 | Kitt Peak            | Spacewatch        |
| 255322                | 2005 WC30              | 21 de novembre de 2005 | Kitt Peak            | Spacewatch        |
| 255323                | 2005 WJ32              | 21 de novembre de 2005 | Kitt Peak            | Spacewatch        |
| 255324                | 2005 WT32              | 21 de novembre de 2005 | Kitt Peak            | Spacewatch        |
| 255325                | 2005 WU32              | 21 de novembre de 2005 | Kitt Peak            | Spacewatch        |
| 255326                | 2005 WB34              | 21 de novembre de 2005 | Kitt Peak            | Spacewatch        |
| 255327                | 2005 WX34              | 21 de novembre de 2005 | Junk Bond            | D. Healy          |
| 255328                | 2005 WL36              | 22 de novembre de 2005 | Kitt Peak            | Spacewatch        |
| 255329                | 2005 WA37              | 22 de novembre de 2005 | Kitt Peak            | Spacewatch        |
| 255330                | 2005 WW40              | 19 de novembre de 2005 | Palomar              | NEAT              |
| 255331                | 2005 WY40              | 20 de novembre de 2005 | Palomar              | NEAT              |
| 255332                | 2005 WR43              | 21 de novembre de 2005 | Kitt Peak            | Spacewatch        |
| 255333                | 2005 WS44              | 22 de novembre de 2005 | Kitt Peak            | Spacewatch        |
| 255334                | 2005 WP45              | 22 de novembre de 2005 | Kitt Peak            | Spacewatch        |
| 255335                | 2005 WC52              | 25 de novembre de 2005 | Mount Lemmon         | Mt. Lemmon Survey |
| 255336                | 2005 WX52              | 25 de novembre de 2005 | Mount Lemmon         | Mt. Lemmon Survey |
| 255337                | 2005 WC55              | 26 de novembre de 2005 | Junk Bond            | D. Healy          |
| 255338                | 2005 WP59              | 30 de novembre de 2005 | Socorro              | LINEAR            |
| 255339                | 2005 WZ59              | 21 de novembre de 2005 | Catalina             | CSS               |
| 255340                | 2005 WO63              | 25 de novembre de 2005 | Mount Lemmon         | Mt. Lemmon Survey |
| 255341                | 2005 WA64              | 25 de novembre de 2005 | Kitt Peak            | Spacewatch        |
| 255342                | 2005 WE65              | 25 de novembre de 2005 | Palomar              | NEAT              |
| 255343                | 2005 WY65              | 22 de novembre de 2005 | Kitt Peak            | Spacewatch        |
| 255344                | 2005 WW67              | 22 de novembre de 2005 | Kitt Peak            | Spacewatch        |
| 255345                | 2005 WC68              | 22 de novembre de 2005 | Kitt Peak            | Spacewatch        |
| 255346                | 2005 WB71              | 21 de novembre de 2005 | Catalina             | CSS               |
| 255347                | 2005 WV75              | 25 de novembre de 2005 | Kitt Peak            | Spacewatch        |
| 255348                | 2005 WB77              | 25 de novembre de 2005 | Kitt Peak            | Spacewatch        |
| 255349                | 2005 WT77              | 25 de novembre de 2005 | Kitt Peak            | Spacewatch        |
| 255350                | 2005 WB82              | 28 de novembre de 2005 | Socorro              | LINEAR            |
| 255351                | 2005 WR83              | 26 de novembre de 2005 | Mount Lemmon         | Mt. Lemmon Survey |
| 255352                | 2005 WW83              | 26 de novembre de 2005 | Mount Lemmon         | Mt. Lemmon Survey |
| 255353                | 2005 WK88              | 28 de novembre de 2005 | Mount Lemmon         | Mt. Lemmon Survey |
| 255354                | 2005 WF90              | 26 de novembre de 2005 | Mount Lemmon         | Mt. Lemmon Survey |
| 255355                | 2005 WH93              | 25 de novembre de 2005 | Mount Lemmon         | Mt. Lemmon Survey |
| 255356                | 2005 WY93              | 26 de novembre de 2005 | Kitt Peak            | Spacewatch        |
| 255357                | 2005 WJ94              | 26 de novembre de 2005 | Kitt Peak            | Spacewatch        |
| 255358                | 2005 WJ97              | 26 de novembre de 2005 | Mount Lemmon         | Mt. Lemmon Survey |
| 255359                | 2005 WW97              | 26 de novembre de 2005 | Kitt Peak            | Spacewatch        |
| 255360                | 2005 WR99              | 28 de novembre de 2005 | Mount Lemmon         | Mt. Lemmon Survey |
| 255361                | 2005 WE100             | 28 de novembre de 2005 | Catalina             | CSS               |
| 255362                | 2005 WT102             | 25 de novembre de 2005 | Catalina             | CSS               |
| 255363                | 2005 WB104             | 28 de novembre de 2005 | Catalina             | CSS               |
| 255364                | 2005 WY104             | 29 de novembre de 2005 | Catalina             | CSS               |
| 255365                | 2005 WZ104             | 29 de novembre de 2005 | Catalina             | CSS               |
| 255366                | 2005 WZ105             | 29 de novembre de 2005 | Catalina             | CSS               |
| 255367                | 2005 WE107             | 25 de novembre de 2005 | Mount Lemmon         | Mt. Lemmon Survey |
| 255368                | 2005 WA108             | 28 de novembre de 2005 | Catalina             | CSS               |
| 255369                | 2005 WO110             | 30 de novembre de 2005 | Kitt Peak            | Spacewatch        |
| 255370                | 2005 WS111             | 30 de novembre de 2005 | Socorro              | LINEAR            |
| 255371                | 2005 WW111             | 30 de novembre de 2005 | Socorro              | LINEAR            |
| 255372                | 2005 WR113             | 28 de novembre de 2005 | Kitt Peak            | Spacewatch        |
| 255373                | 2005 WL115             | 29 de novembre de 2005 | Mount Lemmon         | Mt. Lemmon Survey |
| 255374                | 2005 WY115             | 30 de novembre de 2005 | Socorro              | LINEAR            |
| 255375                | 2005 WL116             | 30 de novembre de 2005 | Socorro              | LINEAR            |
| 255376                | 2005 WW117             | 28 de novembre de 2005 | Socorro              | LINEAR            |
| 255377                | 2005 WO119             | 28 de novembre de 2005 | Catalina             | CSS               |
| 255378                | 2005 WA123             | 25 de novembre de 2005 | Mount Lemmon         | Mt. Lemmon Survey |
| 255379                | 2005 WB127             | 25 de novembre de 2005 | Mount Lemmon         | Mt. Lemmon Survey |
| 255380                | 2005 WS136             | 26 de novembre de 2005 | Mount Lemmon         | Mt. Lemmon Survey |
| 255381                | 2005 WL137             | 26 de novembre de 2005 | Mount Lemmon         | Mt. Lemmon Survey |
| 255382                | 2005 WL138             | 26 de novembre de 2005 | Mount Lemmon         | Mt. Lemmon Survey |
| 255383                | 2005 WG142             | 29 de novembre de 2005 | Kitt Peak            | Spacewatch        |
| 255384                | 2005 WS147             | 25 de novembre de 2005 | Catalina             | CSS               |
| 255385                | 2005 WR151             | 28 de novembre de 2005 | Socorro              | LINEAR            |
| 255386                | 2005 WS151             | 28 de novembre de 2005 | Socorro              | LINEAR            |
| 255387                | 2005 WO152             | 29 de novembre de 2005 | Kitt Peak            | Spacewatch        |
| 255388                | 2005 WG156             | 29 de novembre de 2005 | Palomar              | NEAT              |
| 255389                | 2005 WO158             | 28 de novembre de 2005 | Socorro              | LINEAR            |
| 255390                | 2005 WS158             | 28 de novembre de 2005 | Mount Lemmon         | Mt. Lemmon Survey |
| 255391                | 2005 WL159             | 29 de novembre de 2005 | Catalina             | CSS               |
| 255392                | 2005 WS160             | 28 de novembre de 2005 | Kitt Peak            | Spacewatch        |
| 255393                | 2005 WG163             | 29 de novembre de 2005 | Kitt Peak            | Spacewatch        |
| 255394                | 2005 WE166             | 29 de novembre de 2005 | Mount Lemmon         | Mt. Lemmon Survey |
| 255395                | 2005 WX166             | 29 de novembre de 2005 | Mount Lemmon         | Mt. Lemmon Survey |
| 255396                | 2005 WY166             | 29 de novembre de 2005 | Mount Lemmon         | Mt. Lemmon Survey |
| 255397                | 2005 WS178             | 21 de novembre de 2005 | Catalina             | CSS               |
| 255398                | 2005 WF182             | 25 de novembre de 2005 | Catalina             | CSS               |
| 255399                | 2005 WF185             | 29 de novembre de 2005 | Catalina             | CSS               |
| 255400                | 2005 WE186             | 30 de novembre de 2005 | Socorro              | LINEAR            |

## 255401-255500
| Nom    | Designació provisional | Data de descobriment   | Lloc de descobriment | Descobridor/s     |
| ------ | ---------------------- | ---------------------- | -------------------- | ----------------- |
| 255401 | 2005 WA188             | 30 de novembre de 2005 | Catalina             | CSS               |
| 255402 | 2005 WA189             | 30 de novembre de 2005 | Socorro              | LINEAR            |
| 255403 | 2005 WW189             | 19 de novembre de 2005 | Palomar              | NEAT              |
| 255404 | 2005 WQ190             | 21 de novembre de 2005 | Catalina             | CSS               |
| 255405 | 2005 WV197             | 22 de novembre de 2005 | Kitt Peak            | Spacewatch        |
| 255406 | 2005 WV207             | 26 de novembre de 2005 | Kitt Peak            | Spacewatch        |
| 255407 | 2005 WW207             | 28 de novembre de 2005 | Kitt Peak            | Spacewatch        |
| 255408 | 2005 XP2               | 1 de desembre de 2005  | Kitt Peak            | Spacewatch        |
| 255409 | 2005 XA5               | 6 de desembre de 2005  | Mayhill              | A. Lowe           |
| 255410 | 2005 XF9               | 1 de desembre de 2005  | Kitt Peak            | Spacewatch        |
| 255411 | 2005 XY11              | 1 de desembre de 2005  | Mount Lemmon         | Mt. Lemmon Survey |
| 255412 | 2005 XB12              | 1 de desembre de 2005  | Socorro              | LINEAR            |
| 255413 | 2005 XF14              | 1 de desembre de 2005  | Kitt Peak            | Spacewatch        |
| 255414 | 2005 XC19              | 2 de desembre de 2005  | Mount Lemmon         | Mt. Lemmon Survey |
| 255415 | 2005 XQ23              | 2 de desembre de 2005  | Mount Lemmon         | Mt. Lemmon Survey |
| 255416 | 2005 XT28              | 2 de desembre de 2005  | Socorro              | LINEAR            |
| 255417 | 2005 XK29              | 4 de desembre de 2005  | Socorro              | LINEAR            |
| 255418 | 2005 XO36              | 4 de desembre de 2005  | Kitt Peak            | Spacewatch        |
| 255419 | 2005 XH50              | 2 de desembre de 2005  | Kitt Peak            | Spacewatch        |
| 255420 | 2005 XQ56              | 5 de desembre de 2005  | Socorro              | LINEAR            |
| 255421 | 2005 XT56              | 6 de desembre de 2005  | Kitt Peak            | Spacewatch        |
| 255422 | 2005 XP58              | 2 de desembre de 2005  | Mount Lemmon         | Mt. Lemmon Survey |
| 255423 | 2005 XB61              | 4 de desembre de 2005  | Kitt Peak            | Spacewatch        |
| 255424 | 2005 XD61              | 4 de desembre de 2005  | Kitt Peak            | Spacewatch        |
| 255425 | 2005 XO71              | 6 de desembre de 2005  | Kitt Peak            | Spacewatch        |
| 255426 | 2005 XS71              | 6 de desembre de 2005  | Kitt Peak            | Spacewatch        |
| 255427 | 2005 XH73              | 6 de desembre de 2005  | Kitt Peak            | Spacewatch        |
| 255428 | 2005 XM74              | 6 de desembre de 2005  | Kitt Peak            | Spacewatch        |
| 255429 | 2005 XH76              | 7 de desembre de 2005  | Kitt Peak            | Spacewatch        |
| 255430 | 2005 XC77              | 8 de desembre de 2005  | Kitt Peak            | Spacewatch        |
| 255431 | 2005 XC79              | 4 de desembre de 2005  | Catalina             | CSS               |
| 255432 | 2005 XG79              | 8 de desembre de 2005  | Catalina             | CSS               |
| 255433 | 2005 XB82              | 8 de desembre de 2005  | Kitt Peak            | Spacewatch        |
| 255434 | 2005 XG82              | 8 de desembre de 2005  | Kitt Peak            | Spacewatch        |
| 255435 | 2005 XH82              | 10 de desembre de 2005 | Kitt Peak            | Spacewatch        |
| 255436 | 2005 XS83              | 5 de desembre de 2005  | Socorro              | LINEAR            |
| 255437 | 2005 XK84              | 8 de desembre de 2005  | Socorro              | LINEAR            |
| 255438 | 2005 XE87              | 10 de desembre de 2005 | Kitt Peak            | Spacewatch        |
| 255439 | 2005 XE117             | 8 de desembre de 2005  | Kitt Peak            | Spacewatch        |
| 255440 | 2005 YW2               | 21 de desembre de 2005 | Catalina             | CSS               |
| 255441 | 2005 YF4               | 23 de desembre de 2005 | Socorro              | LINEAR            |
| 255442 | 2005 YW11              | 21 de desembre de 2005 | Kitt Peak            | Spacewatch        |
| 255443 | 2005 YB14              | 22 de desembre de 2005 | Kitt Peak            | Spacewatch        |
| 255444 | 2005 YC14              | 22 de desembre de 2005 | Kitt Peak            | Spacewatch        |
| 255445 | 2005 YO20              | 24 de desembre de 2005 | Kitt Peak            | Spacewatch        |
| 255446 | 2005 YV21              | 24 de desembre de 2005 | Kitt Peak            | Spacewatch        |
| 255447 | 2005 YN24              | 24 de desembre de 2005 | Kitt Peak            | Spacewatch        |
| 255448 | 2005 YB26              | 24 de desembre de 2005 | Kitt Peak            | Spacewatch        |
| 255449 | 2005 YJ30              | 21 de desembre de 2005 | Kitt Peak            | Spacewatch        |
| 255450 | 2005 YZ35              | 25 de desembre de 2005 | Kitt Peak            | Spacewatch        |
| 255451 | 2005 YB36              | 25 de desembre de 2005 | Kitt Peak            | Spacewatch        |
| 255452 | 2005 YC38              | 21 de desembre de 2005 | Catalina             | CSS               |
| 255453 | 2005 YW42              | 24 de desembre de 2005 | Kitt Peak            | Spacewatch        |
| 255454 | 2005 YP47              | 26 de desembre de 2005 | Kitt Peak            | Spacewatch        |
| 255455 | 2005 YC50              | 25 de desembre de 2005 | Kitt Peak            | Spacewatch        |
| 255456 | 2005 YW52              | 22 de desembre de 2005 | Catalina             | CSS               |
| 255457 | 2005 YG55              | 25 de desembre de 2005 | Kitt Peak            | Spacewatch        |
| 255458 | 2005 YW72              | 24 de desembre de 2005 | Kitt Peak            | Spacewatch        |
| 255459 | 2005 YB76              | 24 de desembre de 2005 | Kitt Peak            | Spacewatch        |
| 255460 | 2005 YS77              | 24 de desembre de 2005 | Kitt Peak            | Spacewatch        |
| 255461 | 2005 YO78              | 24 de desembre de 2005 | Kitt Peak            | Spacewatch        |
| 255462 | 2005 YP82              | 24 de desembre de 2005 | Kitt Peak            | Spacewatch        |
| 255463 | 2005 YC84              | 24 de desembre de 2005 | Kitt Peak            | Spacewatch        |
| 255464 | 2005 YJ86              | 25 de desembre de 2005 | Mount Lemmon         | Mt. Lemmon Survey |
| 255465 | 2005 YU86              | 25 de desembre de 2005 | Mount Lemmon         | Mt. Lemmon Survey |
| 255466 | 2005 YG93              | 27 de desembre de 2005 | Kitt Peak            | Spacewatch        |
| 255467 | 2005 YG98              | 25 de desembre de 2005 | Kitt Peak            | Spacewatch        |
| 255468 | 2005 YJ112             | 25 de desembre de 2005 | Mount Lemmon         | Mt. Lemmon Survey |
| 255469 | 2005 YK121             | 28 de desembre de 2005 | Mount Lemmon         | Mt. Lemmon Survey |
| 255470 | 2005 YV123             | 24 de desembre de 2005 | Palomar              | NEAT              |
| 255471 | 2005 YP127             | 28 de desembre de 2005 | Socorro              | LINEAR            |
| 255472 | 2005 YG142             | 28 de desembre de 2005 | Mount Lemmon         | Mt. Lemmon Survey |
| 255473 | 2005 YW158             | 27 de desembre de 2005 | Kitt Peak            | Spacewatch        |
| 255474 | 2005 YJ165             | 30 de desembre de 2005 | Socorro              | LINEAR            |
| 255475 | 2005 YN165             | 30 de desembre de 2005 | Socorro              | LINEAR            |
| 255476 | 2005 YR167             | 27 de desembre de 2005 | Kitt Peak            | Spacewatch        |
| 255477 | 2005 YP169             | 30 de desembre de 2005 | Socorro              | LINEAR            |
| 255478 | 2005 YR181             | 24 de desembre de 2005 | Socorro              | LINEAR            |
| 255479 | 2005 YF185             | 27 de desembre de 2005 | Kitt Peak            | Spacewatch        |
| 255480 | 2005 YB209             | 22 de desembre de 2005 | Catalina             | CSS               |
| 255481 | 2005 YR214             | 30 de desembre de 2005 | Catalina             | CSS               |
| 255482 | 2005 YS214             | 30 de desembre de 2005 | Catalina             | CSS               |
| 255483 | 2005 YU222             | 21 de desembre de 2005 | Kitt Peak            | Spacewatch        |
| 255484 | 2005 YY231             | 28 de desembre de 2005 | Kitt Peak            | Spacewatch        |
| 255485 | 2005 YL235             | 28 de desembre de 2005 | Mount Lemmon         | Mt. Lemmon Survey |
| 255486 | 2005 YZ275             | 21 de desembre de 2005 | Kitt Peak            | Spacewatch        |
| 255487 | 2006 AT4               | 2 de gener de 2006     | Catalina             | CSS               |
| 255488 | 2006 AN6               | 5 de gener de 2006     | Socorro              | LINEAR            |
| 255489 | 2006 AS7               | 5 de gener de 2006     | Catalina             | CSS               |
| 255490 | 2006 AY7               | 7 de gener de 2006     | Anderson Mesa        | LONEOS            |
| 255491 | 2006 AO20              | 5 de gener de 2006     | Catalina             | CSS               |
| 255492 | 2006 AL28              | 6 de gener de 2006     | Kitt Peak            | Spacewatch        |
| 255493 | 2006 AP34              | 6 de gener de 2006     | Catalina             | CSS               |
| 255494 | 2006 AJ36              | 4 de gener de 2006     | Kitt Peak            | Spacewatch        |
| 255495 | 2006 AZ68              | 6 de gener de 2006     | Kitt Peak            | Spacewatch        |
| 255496 | 2006 AE75              | 2 de gener de 2006     | Socorro              | LINEAR            |
| 255497 | 2006 AX83              | 5 de gener de 2006     | Catalina             | CSS               |
| 255498 | 2006 AV85              | 10 de gener de 2006    | Catalina             | CSS               |
| 255499 | 2006 AX96              | 2 de gener de 2006     | Catalina             | CSS               |
| 255500 | 2006 AX97              | 7 de gener de 2006     | Catalina             | CSS               |

## 255501-255600
| Nom    | Designació provisional | Data de descobriment | Lloc de descobriment | Descobridor/s        |
| ------ | ---------------------- | -------------------- | -------------------- | -------------------- |
| 255501 | 2006 BG                | 20 de gener de 2006  | Catalina             | CSS                  |
| 255502 | 2006 BR1               | 20 de gener de 2006  | Kitt Peak            | Spacewatch           |
| 255503 | 2006 BS17              | 22 de gener de 2006  | Anderson Mesa        | LONEOS               |
| 255504 | 2006 BV26              | 22 de gener de 2006  | Catalina             | CSS                  |
| 255505 | 2006 BE27              | 20 de gener de 2006  | Kitt Peak            | Spacewatch           |
| 255506 | 2006 BR55              | 27 de gener de 2006  | Mayhill              | R. Hutsebaut         |
| 255507 | 2006 BC74              | 23 de gener de 2006  | Kitt Peak            | Spacewatch           |
| 255508 | 2006 BG83              | 24 de gener de 2006  | Socorro              | LINEAR               |
| 255509 | 2006 BR96              | 26 de gener de 2006  | Kitt Peak            | Spacewatch           |
| 255510 | 2006 BM145             | 23 de gener de 2006  | Socorro              | LINEAR               |
| 255511 | 2006 BO145             | 23 de gener de 2006  | Socorro              | LINEAR               |
| 255512 | 2006 BT166             | 26 de gener de 2006  | Mount Lemmon         | Mt. Lemmon Survey    |
| 255513 | 2006 BO185             | 28 de gener de 2006  | Anderson Mesa        | LONEOS               |
| 255514 | 2006 BF214             | 23 de gener de 2006  | Catalina             | CSS                  |
| 255515 | 2006 BU226             | 30 de gener de 2006  | Catalina             | CSS                  |
| 255516 | 2006 BP260             | 31 de gener de 2006  | Kitt Peak            | Spacewatch           |
| 255517 | 2006 BY267             | 26 de gener de 2006  | Catalina             | CSS                  |
| 255518 | 2006 CL42              | 2 de febrer de 2006  | Kitt Peak            | Spacewatch           |
| 255519 | 2006 CN61              | 3 de febrer de 2006  | Anderson Mesa        | LONEOS               |
| 255520 | 2006 CN67              | 6 de febrer de 2006  | Mount Lemmon         | Mt. Lemmon Survey    |
| 255521 | 2006 DV4               | 20 de febrer de 2006 | Kitt Peak            | Spacewatch           |
| 255522 | 2006 DQ5               | 20 de febrer de 2006 | Catalina             | CSS                  |
| 255523 | 2006 DV61              | 20 de febrer de 2006 | Socorro              | LINEAR               |
| 255524 | 2006 DY69              | 20 de febrer de 2006 | Kitt Peak            | Spacewatch           |
| 255525 | 2006 DU215             | 24 de febrer de 2006 | Kitt Peak            | Spacewatch           |
| 255526 | 2006 ET42              | 4 de març de 2006    | Kitt Peak            | Spacewatch           |
| 255527 | 2006 ET44              | 2 de març de 2006    | Kitt Peak            | Spacewatch           |
| 255528 | 2006 FP21              | 24 de març de 2006   | Mount Lemmon         | Mt. Lemmon Survey    |
| 255529 | 2006 FL49              | 25 de març de 2006   | Catalina             | CSS                  |
| 255530 | 2006 FK51              | 24 de març de 2006   | Kitt Peak            | Spacewatch           |
| 255531 | 2006 GS1               | 2 d'abril de 2006    | Kitt Peak            | Spacewatch           |
| 255532 | 2006 HU19              | 19 d'abril de 2006   | Mount Lemmon         | Mt. Lemmon Survey    |
| 255533 | 2006 HC25              | 20 d'abril de 2006   | Kitt Peak            | Spacewatch           |
| 255534 | 2006 HK40              | 21 d'abril de 2006   | Catalina             | CSS                  |
| 255535 | 2006 HS56              | 19 d'abril de 2006   | Catalina             | CSS                  |
| 255536 | 2006 HB60              | 25 d'abril de 2006   | Palomar              | NEAT                 |
| 255537 | 2006 HB66              | 24 d'abril de 2006   | Kitt Peak            | Spacewatch           |
| 255538 | 2006 HD80              | 26 d'abril de 2006   | Kitt Peak            | Spacewatch           |
| 255539 | 2006 HX81              | 26 d'abril de 2006   | Kitt Peak            | Spacewatch           |
| 255540 | 2006 HY105             | 29 d'abril de 2006   | Siding Spring        | Siding Spring Survey |
| 255541 | 2006 HV111             | 30 d'abril de 2006   | Catalina             | CSS                  |
| 255542 | 2006 HB120             | 30 d'abril de 2006   | Kitt Peak            | Spacewatch           |
| 255543 | 2006 JW6               | 1 de maig de 2006    | Kitt Peak            | Spacewatch           |
| 255544 | 2006 JX8               | 1 de maig de 2006    | Kitt Peak            | Spacewatch           |
| 255545 | 2006 JC13              | 1 de maig de 2006    | Kitt Peak            | Spacewatch           |
| 255546 | 2006 JE14              | 4 de maig de 2006    | Mount Lemmon         | Mt. Lemmon Survey    |
| 255547 | 2006 JT19              | 2 de maig de 2006    | Mount Lemmon         | Mt. Lemmon Survey    |
| 255548 | 2006 JM25              | 5 de maig de 2006    | Mount Lemmon         | Mt. Lemmon Survey    |
| 255549 | 2006 JP25              | 5 de maig de 2006    | Mount Lemmon         | Mt. Lemmon Survey    |
| 255550 | 2006 JB26              | 2 de maig de 2006    | Reedy Creek          | J. Broughton         |
| 255551 | 2006 JF29              | 3 de maig de 2006    | Kitt Peak            | Spacewatch           |
| 255552 | 2006 JL39              | 6 de maig de 2006    | Mount Lemmon         | Mt. Lemmon Survey    |
| 255553 | 2006 JN46              | 7 de maig de 2006    | Kitt Peak            | Spacewatch           |
| 255554 | 2006 JK52              | 5 de maig de 2006    | Mount Lemmon         | Mt. Lemmon Survey    |
| 255555 | 2006 JR57              | 8 de maig de 2006    | Mount Lemmon         | Mt. Lemmon Survey    |
| 255556 | 2006 KE4               | 19 de maig de 2006   | Catalina             | CSS                  |
| 255557 | 2006 KQ11              | 19 de maig de 2006   | Palomar              | NEAT                 |
| 255558 | 2006 KS20              | 18 de maig de 2006   | Palomar              | NEAT                 |
| 255559 | 2006 KK27              | 20 de maig de 2006   | Mount Lemmon         | Mt. Lemmon Survey    |
| 255560 | 2006 KS27              | 20 de maig de 2006   | Kitt Peak            | Spacewatch           |
| 255561 | 2006 KY42              | 20 de maig de 2006   | Mount Lemmon         | Mt. Lemmon Survey    |
| 255562 | 2006 KT43              | 20 de maig de 2006   | Siding Spring        | Siding Spring Survey |
| 255563 | 2006 KH49              | 21 de maig de 2006   | Kitt Peak            | Spacewatch           |
| 255564 | 2006 KM51              | 21 de maig de 2006   | Kitt Peak            | Spacewatch           |
| 255565 | 2006 KY65              | 24 de maig de 2006   | Mount Lemmon         | Mt. Lemmon Survey    |
| 255566 | 2006 KK77              | 24 de maig de 2006   | Mount Lemmon         | Mt. Lemmon Survey    |
| 255567 | 2006 KS80              | 25 de maig de 2006   | Mount Lemmon         | Mt. Lemmon Survey    |
| 255568 | 2006 KZ82              | 19 de maig de 2006   | Mount Lemmon         | Mt. Lemmon Survey    |
| 255569 | 2006 KS85              | 20 de maig de 2006   | Siding Spring        | Siding Spring Survey |
| 255570 | 2006 KP86              | 24 de maig de 2006   | Palomar              | NEAT                 |
| 255571 | 2006 KY100             | 24 de maig de 2006   | Mount Lemmon         | Mt. Lemmon Survey    |
| 255572 | 2006 KA107             | 31 de maig de 2006   | Mount Lemmon         | Mt. Lemmon Survey    |
| 255573 | 2006 KW107             | 31 de maig de 2006   | Mount Lemmon         | Mt. Lemmon Survey    |
| 255574 | 2006 KW117             | 31 de maig de 2006   | Mount Lemmon         | Mt. Lemmon Survey    |
| 255575 | 2006 KM120             | 31 de maig de 2006   | Kitt Peak            | Spacewatch           |
| 255576 | 2006 KU120             | 19 de maig de 2006   | Anderson Mesa        | LONEOS               |
| 255577 | 2006 KY123             | 25 de maig de 2006   | Kitt Peak            | Spacewatch           |
| 255578 | 2006 KO126             | 26 de maig de 2006   | Mount Lemmon         | Mt. Lemmon Survey    |
| 255579 | 2006 LQ1               | 5 de juny de 2006    | Socorro              | LINEAR               |
| 255580 | 2006 LW4               | 9 de juny de 2006    | Palomar              | NEAT                 |
| 255581 | 2006 LM5               | 15 de juny de 2006   | Lulin                | Q.-z. Ye             |
| 255582 | 2006 LY6               | 11 de juny de 2006   | Palomar              | NEAT                 |
| 255583 | 2006 MH3               | 19 de juny de 2006   | Mount Lemmon         | Mt. Lemmon Survey    |
| 255584 | 2006 MH9               | 19 de juny de 2006   | Mount Lemmon         | Mt. Lemmon Survey    |
| 255585 | 2006 NZ                | 8 de juliol de 2006  | Siding Spring        | Siding Spring Survey |
| 255586 | 2006 OU1               | 17 de juliol de 2006 | Reedy Creek          | J. Broughton         |
| 255587 | 2006 OU4               | 21 de juliol de 2006 | Vallemare Borbon     | V. S. Casulli        |
| 255588 | 2006 OJ5               | 18 de juliol de 2006 | Mayhill              | Mayhill              |
| 255589 | 2006 OM5               | 19 de juliol de 2006 | Palomar              | NEAT                 |
| 255590 | 2006 ON5               | 19 de juliol de 2006 | Palomar              | NEAT                 |
| 255591 | 2006 OB6               | 21 de juliol de 2006 | Socorro              | LINEAR               |
| 255592 | 2006 OG10              | 24 de juliol de 2006 | Vicques              | M. Ory               |
| 255593 | 2006 OW10              | 26 de juliol de 2006 | Hibiscus             | S. F. Hoenig         |
| 255594 | 2006 OE14              | 25 de juliol de 2006 | Palomar              | NEAT                 |
| 255595 | 2006 OB15              | 26 de juliol de 2006 | Reedy Creek          | J. Broughton         |
| 255596 | 2006 OD16              | 20 de juliol de 2006 | Reedy Creek          | J. Broughton         |
| 255597 | 2006 OL17              | 25 de juliol de 2006 | Palomar              | NEAT                 |
| 255598 | 2006 PE1               | 13 d'agost de 2006   | Vallemare Borbon     | V. S. Casulli        |
| 255599 | 2006 PC2               | 12 d'agost de 2006   | Palomar              | NEAT                 |
| 255600 | 2006 PC4               | 15 d'agost de 2006   | Reedy Creek          | J. Broughton         |

## 255601-255700
| Nom    | Designació provisional | Data de descobriment | Lloc de descobriment | Descobridor/s        |
| ------ | ---------------------- | -------------------- | -------------------- | -------------------- |
| 255601 | 2006 PD4               | 15 d'agost de 2006   | Reedy Creek          | J. Broughton         |
| 255602 | 2006 PG7               | 12 d'agost de 2006   | Palomar              | NEAT                 |
| 255603 | 2006 PD8               | 12 d'agost de 2006   | Lulin                | H.-C. Lin, Q.-z. Ye  |
| 255604 | 2006 PY10              | 13 d'agost de 2006   | Palomar              | NEAT                 |
| 255605 | 2006 PZ11              | 13 d'agost de 2006   | Palomar              | NEAT                 |
| 255606 | 2006 PA12              | 13 d'agost de 2006   | Palomar              | NEAT                 |
| 255607 | 2006 PR13              | 14 d'agost de 2006   | Siding Spring        | Siding Spring Survey |
| 255608 | 2006 PS13              | 14 d'agost de 2006   | Siding Spring        | Siding Spring Survey |
| 255609 | 2006 PY14              | 15 d'agost de 2006   | Palomar              | NEAT                 |
| 255610 | 2006 PT15              | 15 d'agost de 2006   | Palomar              | NEAT                 |
| 255611 | 2006 PZ15              | 15 d'agost de 2006   | Palomar              | NEAT                 |
| 255612 | 2006 PW16              | 15 d'agost de 2006   | Palomar              | NEAT                 |
| 255613 | 2006 PF17              | 15 d'agost de 2006   | Palomar              | NEAT                 |
| 255614 | 2006 PS17              | 15 d'agost de 2006   | Palomar              | NEAT                 |
| 255615 | 2006 PK18              | 13 d'agost de 2006   | Palomar              | NEAT                 |
| 255616 | 2006 PK19              | 13 d'agost de 2006   | Palomar              | NEAT                 |
| 255617 | 2006 PE21              | 15 d'agost de 2006   | Palomar              | NEAT                 |
| 255618 | 2006 PP21              | 15 d'agost de 2006   | Palomar              | NEAT                 |
| 255619 | 2006 PG22              | 15 d'agost de 2006   | Palomar              | NEAT                 |
| 255620 | 2006 PV22              | 15 d'agost de 2006   | Palomar              | NEAT                 |
| 255621 | 2006 PX22              | 15 d'agost de 2006   | Palomar              | NEAT                 |
| 255622 | 2006 PR25              | 13 d'agost de 2006   | Palomar              | NEAT                 |
| 255623 | 2006 PV25              | 13 d'agost de 2006   | Palomar              | NEAT                 |
| 255624 | 2006 PA28              | 14 d'agost de 2006   | Siding Spring        | Siding Spring Survey |
| 255625 | 2006 PC28              | 14 d'agost de 2006   | Siding Spring        | Siding Spring Survey |
| 255626 | 2006 PZ29              | 12 d'agost de 2006   | Palomar              | NEAT                 |
| 255627 | 2006 PL32              | 15 d'agost de 2006   | Palomar              | NEAT                 |
| 255628 | 2006 PT39              | 14 d'agost de 2006   | Palomar              | NEAT                 |
| 255629 | 2006 PP42              | 14 d'agost de 2006   | Siding Spring        | Siding Spring Survey |
| 255630 | 2006 QL1               | 16 d'agost de 2006   | Siding Spring        | Siding Spring Survey |
| 255631 | 2006 QN1               | 16 d'agost de 2006   | Siding Spring        | Siding Spring Survey |
| 255632 | 2006 QO2               | 17 d'agost de 2006   | Palomar              | NEAT                 |
| 255633 | 2006 QP2               | 17 d'agost de 2006   | Palomar              | NEAT                 |
| 255634 | 2006 QR2               | 17 d'agost de 2006   | Palomar              | NEAT                 |
| 255635 | 2006 QB5               | 19 d'agost de 2006   | Kitt Peak            | Spacewatch           |
| 255636 | 2006 QJ6               | 17 d'agost de 2006   | Palomar              | NEAT                 |
| 255637 | 2006 QL6               | 17 d'agost de 2006   | Socorro              | LINEAR               |
| 255638 | 2006 QN6               | 17 d'agost de 2006   | Palomar              | NEAT                 |
| 255639 | 2006 QR7               | 19 d'agost de 2006   | Kitt Peak            | Spacewatch           |
| 255640 | 2006 QL8               | 19 d'agost de 2006   | Kitt Peak            | Spacewatch           |
| 255641 | 2006 QH9               | 19 d'agost de 2006   | Palomar              | NEAT                 |
| 255642 | 2006 QG12              | 16 d'agost de 2006   | Siding Spring        | Siding Spring Survey |
| 255643 | 2006 QG13              | 16 d'agost de 2006   | Siding Spring        | Siding Spring Survey |
| 255644 | 2006 QH14              | 17 d'agost de 2006   | Palomar              | NEAT                 |
| 255645 | 2006 QP15              | 17 d'agost de 2006   | Palomar              | NEAT                 |
| 255646 | 2006 QF18              | 17 d'agost de 2006   | Palomar              | NEAT                 |
| 255647 | 2006 QA19              | 17 d'agost de 2006   | Palomar              | NEAT                 |
| 255648 | 2006 QD19              | 17 d'agost de 2006   | Palomar              | NEAT                 |
| 255649 | 2006 QO19              | 17 d'agost de 2006   | Palomar              | NEAT                 |
| 255650 | 2006 QT19              | 17 d'agost de 2006   | Palomar              | NEAT                 |
| 255651 | 2006 QK21              | 19 d'agost de 2006   | Kitt Peak            | Spacewatch           |
| 255652 | 2006 QQ21              | 19 d'agost de 2006   | Anderson Mesa        | LONEOS               |
| 255653 | 2006 QY24              | 18 d'agost de 2006   | Socorro              | LINEAR               |
| 255654 | 2006 QO26              | 19 d'agost de 2006   | Kitt Peak            | Spacewatch           |
| 255655 | 2006 QS26              | 19 d'agost de 2006   | Kitt Peak            | Spacewatch           |
| 255656 | 2006 QG27              | 19 d'agost de 2006   | Kitt Peak            | Spacewatch           |
| 255657 | 2006 QX27              | 20 d'agost de 2006   | Palomar              | NEAT                 |
| 255658 | 2006 QL28              | 21 d'agost de 2006   | Socorro              | LINEAR               |
| 255659 | 2006 QW28              | 21 d'agost de 2006   | Kitt Peak            | Spacewatch           |
| 255660 | 2006 QK29              | 16 d'agost de 2006   | Siding Spring        | Siding Spring Survey |
| 255661 | 2006 QR30              | 21 d'agost de 2006   | Palomar              | NEAT                 |
| 255662 | 2006 QL32              | 20 d'agost de 2006   | Kitt Peak            | Spacewatch           |
| 255663 | 2006 QO32              | 21 d'agost de 2006   | Palomar              | NEAT                 |
| 255664 | 2006 QZ32              | 22 d'agost de 2006   | Palomar              | NEAT                 |
| 255665 | 2006 QC33              | 23 d'agost de 2006   | Socorro              | LINEAR               |
| 255666 | 2006 QN34              | 21 d'agost de 2006   | Socorro              | LINEAR               |
| 255667 | 2006 QM35              | 17 d'agost de 2006   | Palomar              | NEAT                 |
| 255668 | 2006 QC36              | 19 d'agost de 2006   | Palomar              | NEAT                 |
| 255669 | 2006 QR40              | 16 d'agost de 2006   | Siding Spring        | Siding Spring Survey |
| 255670 | 2006 QL41              | 17 d'agost de 2006   | Palomar              | NEAT                 |
| 255671 | 2006 QZ41              | 17 d'agost de 2006   | Palomar              | NEAT                 |
| 255672 | 2006 QK42              | 17 d'agost de 2006   | Palomar              | NEAT                 |
| 255673 | 2006 QQ43              | 18 d'agost de 2006   | Kitt Peak            | Spacewatch           |
| 255674 | 2006 QQ44              | 19 d'agost de 2006   | Anderson Mesa        | LONEOS               |
| 255675 | 2006 QS45              | 19 d'agost de 2006   | Anderson Mesa        | LONEOS               |
| 255676 | 2006 QB47              | 20 d'agost de 2006   | Palomar              | NEAT                 |
| 255677 | 2006 QU47              | 21 d'agost de 2006   | Socorro              | LINEAR               |
| 255678 | 2006 QQ48              | 21 d'agost de 2006   | Palomar              | NEAT                 |
| 255679 | 2006 QF49              | 21 d'agost de 2006   | Palomar              | NEAT                 |
| 255680 | 2006 QL49              | 21 d'agost de 2006   | Palomar              | NEAT                 |
| 255681 | 2006 QN50              | 22 d'agost de 2006   | Palomar              | NEAT                 |
| 255682 | 2006 QK51              | 23 d'agost de 2006   | Palomar              | NEAT                 |
| 255683 | 2006 QZ51              | 23 d'agost de 2006   | Palomar              | NEAT                 |
| 255684 | 2006 QF53              | 23 d'agost de 2006   | Palomar              | NEAT                 |
| 255685 | 2006 QO53              | 16 d'agost de 2006   | Siding Spring        | Siding Spring Survey |
| 255686 | 2006 QM55              | 21 d'agost de 2006   | Socorro              | LINEAR               |
| 255687 | 2006 QS58              | 19 d'agost de 2006   | Palomar              | NEAT                 |
| 255688 | 2006 QJ59              | 19 d'agost de 2006   | Anderson Mesa        | LONEOS               |
| 255689 | 2006 QL60              | 20 d'agost de 2006   | Palomar              | NEAT                 |
| 255690 | 2006 QT60              | 21 d'agost de 2006   | Palomar              | NEAT                 |
| 255691 | 2006 QD61              | 21 d'agost de 2006   | Palomar              | NEAT                 |
| 255692 | 2006 QZ61              | 22 d'agost de 2006   | Palomar              | NEAT                 |
| 255693 | 2006 QP62              | 23 d'agost de 2006   | Socorro              | LINEAR               |
| 255694 | 2006 QU63              | 24 d'agost de 2006   | Palomar              | NEAT                 |
| 255695 | 2006 QZ65              | 25 d'agost de 2006   | Hibiscus             | S. F. Hoenig         |
| 255696 | 2006 QM66              | 21 d'agost de 2006   | Socorro              | LINEAR               |
| 255697 | 2006 QG81              | 24 d'agost de 2006   | Palomar              | NEAT                 |
| 255698 | 2006 QC82              | 24 d'agost de 2006   | Palomar              | NEAT                 |
| 255699 | 2006 QE84              | 27 d'agost de 2006   | Kitt Peak            | Spacewatch           |
| 255700 | 2006 QY86              | 27 d'agost de 2006   | Kitt Peak            | Spacewatch           |

## 255701-255800
| Nom            | Designació provisional | Data de descobriment   | Lloc de descobriment | Descobridor/s        |
| -------------- | ---------------------- | ---------------------- | -------------------- | -------------------- |
| 255701         | 2006 QK88              | 27 d'agost de 2006     | Kitt Peak            | Spacewatch           |
| 255702         | 2006 QO88              | 27 d'agost de 2006     | Kitt Peak            | Spacewatch           |
| 255703 Stetson | 2006 QN90              | 25 d'agost de 2006     | Mauna Kea            | D. D. Balam          |
| 255704         | 2006 QJ93              | 16 d'agost de 2006     | Palomar              | NEAT                 |
| 255705         | 2006 QO93              | 16 d'agost de 2006     | Palomar              | NEAT                 |
| 255706         | 2006 QL94              | 16 d'agost de 2006     | Palomar              | NEAT                 |
| 255707         | 2006 QH97              | 19 d'agost de 2006     | Kitt Peak            | Spacewatch           |
| 255708         | 2006 QP99              | 23 d'agost de 2006     | Palomar              | NEAT                 |
| 255709         | 2006 QD101             | 26 d'agost de 2006     | Siding Spring        | Siding Spring Survey |
| 255710         | 2006 QL104             | 28 d'agost de 2006     | Catalina             | CSS                  |
| 255711         | 2006 QR104             | 28 d'agost de 2006     | Socorro              | LINEAR               |
| 255712         | 2006 QE105             | 28 d'agost de 2006     | Catalina             | CSS                  |
| 255713         | 2006 QP108             | 28 d'agost de 2006     | Catalina             | CSS                  |
| 255714         | 2006 QS114             | 27 d'agost de 2006     | Anderson Mesa        | LONEOS               |
| 255715         | 2006 QK117             | 27 d'agost de 2006     | Anderson Mesa        | LONEOS               |
| 255716         | 2006 QK119             | 28 d'agost de 2006     | Catalina             | CSS                  |
| 255717         | 2006 QH120             | 29 d'agost de 2006     | Catalina             | CSS                  |
| 255718         | 2006 QJ120             | 29 d'agost de 2006     | Catalina             | CSS                  |
| 255719         | 2006 QT120             | 29 d'agost de 2006     | Catalina             | CSS                  |
| 255720         | 2006 QM121             | 29 d'agost de 2006     | Catalina             | CSS                  |
| 255721         | 2006 QF122             | 29 d'agost de 2006     | Catalina             | CSS                  |
| 255722         | 2006 QY122             | 29 d'agost de 2006     | Catalina             | CSS                  |
| 255723         | 2006 QK124             | 16 d'agost de 2006     | Palomar              | NEAT                 |
| 255724         | 2006 QH125             | 16 d'agost de 2006     | Palomar              | NEAT                 |
| 255725         | 2006 QM127             | 16 d'agost de 2006     | Siding Spring        | Siding Spring Survey |
| 255726         | 2006 QW128             | 17 d'agost de 2006     | Palomar              | NEAT                 |
| 255727         | 2006 QE129             | 17 d'agost de 2006     | Palomar              | NEAT                 |
| 255728         | 2006 QH132             | 22 d'agost de 2006     | Palomar              | NEAT                 |
| 255729         | 2006 QU132             | 23 d'agost de 2006     | Socorro              | LINEAR               |
| 255730         | 2006 QB133             | 23 d'agost de 2006     | Palomar              | NEAT                 |
| 255731         | 2006 QO135             | 28 d'agost de 2006     | Anderson Mesa        | LONEOS               |
| 255732         | 2006 QS135             | 28 d'agost de 2006     | Socorro              | LINEAR               |
| 255733         | 2006 QJ136             | 29 d'agost de 2006     | Anderson Mesa        | LONEOS               |
| 255734         | 2006 QD138             | 16 d'agost de 2006     | Palomar              | NEAT                 |
| 255735         | 2006 QG138             | 16 d'agost de 2006     | Palomar              | NEAT                 |
| 255736         | 2006 QK138             | 16 d'agost de 2006     | Palomar              | NEAT                 |
| 255737         | 2006 QA145             | 28 d'agost de 2006     | Catalina             | CSS                  |
| 255738         | 2006 QW147             | 18 d'agost de 2006     | Kitt Peak            | Spacewatch           |
| 255739         | 2006 QJ148             | 18 d'agost de 2006     | Kitt Peak            | Spacewatch           |
| 255740         | 2006 QZ158             | 19 d'agost de 2006     | Kitt Peak            | Spacewatch           |
| 255741         | 2006 QA164             | 29 d'agost de 2006     | Catalina             | CSS                  |
| 255742         | 2006 QC183             | 21 d'agost de 2006     | Kitt Peak            | Spacewatch           |
| 255743         | 2006 RV                | 4 de setembre de 2006  | Wrightwood           | J. W. Young          |
| 255744         | 2006 RQ2               | 12 de setembre de 2006 | Anderson Mesa        | LONEOS               |
| 255745         | 2006 RU2               | 12 de setembre de 2006 | Socorro              | LINEAR               |
| 255746         | 2006 RC6               | 14 de setembre de 2006 | Catalina             | CSS                  |
| 255747         | 2006 RS11              | 12 de setembre de 2006 | Catalina             | CSS                  |
| 255748         | 2006 RA12              | 13 de setembre de 2006 | Palomar              | NEAT                 |
| 255749         | 2006 RV16              | 14 de setembre de 2006 | Catalina             | CSS                  |
| 255750         | 2006 RC18              | 14 de setembre de 2006 | Palomar              | NEAT                 |
| 255751         | 2006 RO18              | 14 de setembre de 2006 | Catalina             | CSS                  |
| 255752         | 2006 RR20              | 15 de setembre de 2006 | Kitt Peak            | Spacewatch           |
| 255753         | 2006 RO22              | 14 de setembre de 2006 | Palomar              | NEAT                 |
| 255754         | 2006 RT27              | 14 de setembre de 2006 | Palomar              | NEAT                 |
| 255755         | 2006 RX27              | 14 de setembre de 2006 | Palomar              | NEAT                 |
| 255756         | 2006 RW28              | 15 de setembre de 2006 | Kitt Peak            | Spacewatch           |
| 255757         | 2006 RM36              | 15 de setembre de 2006 | Socorro              | LINEAR               |
| 255758         | 2006 RD41              | 14 de setembre de 2006 | Catalina             | CSS                  |
| 255759         | 2006 RN41              | 14 de setembre de 2006 | Catalina             | CSS                  |
| 255760         | 2006 RR41              | 14 de setembre de 2006 | Kitt Peak            | Spacewatch           |
| 255761         | 2006 RM42              | 14 de setembre de 2006 | Kitt Peak            | Spacewatch           |
| 255762         | 2006 RX42              | 14 de setembre de 2006 | Kitt Peak            | Spacewatch           |
| 255763         | 2006 RE46              | 14 de setembre de 2006 | Kitt Peak            | Spacewatch           |
| 255764         | 2006 RW49              | 14 de setembre de 2006 | Kitt Peak            | Spacewatch           |
| 255765         | 2006 RK55              | 14 de setembre de 2006 | Kitt Peak            | Spacewatch           |
| 255766         | 2006 RZ55              | 14 de setembre de 2006 | Kitt Peak            | Spacewatch           |
| 255767         | 2006 RB57              | 14 de setembre de 2006 | Catalina             | CSS                  |
| 255768         | 2006 RO58              | 15 de setembre de 2006 | Kitt Peak            | Spacewatch           |
| 255769         | 2006 RW58              | 15 de setembre de 2006 | Kitt Peak            | Spacewatch           |
| 255770         | 2006 RA59              | 15 de setembre de 2006 | Kitt Peak            | Spacewatch           |
| 255771         | 2006 RE65              | 14 de setembre de 2006 | Palomar              | NEAT                 |
| 255772         | 2006 RK66              | 14 de setembre de 2006 | Kitt Peak            | Spacewatch           |
| 255773         | 2006 RD70              | 15 de setembre de 2006 | Kitt Peak            | Spacewatch           |
| 255774         | 2006 RZ75              | 15 de setembre de 2006 | Kitt Peak            | Spacewatch           |
| 255775         | 2006 RS82              | 15 de setembre de 2006 | Kitt Peak            | Spacewatch           |
| 255776         | 2006 RY83              | 15 de setembre de 2006 | Kitt Peak            | Spacewatch           |
| 255777         | 2006 RV86              | 15 de setembre de 2006 | Kitt Peak            | Spacewatch           |
| 255778         | 2006 RS87              | 15 de setembre de 2006 | Kitt Peak            | Spacewatch           |
| 255779         | 2006 RK88              | 15 de setembre de 2006 | Kitt Peak            | Spacewatch           |
| 255780         | 2006 RM88              | 15 de setembre de 2006 | Kitt Peak            | Spacewatch           |
| 255781         | 2006 RW92              | 15 de setembre de 2006 | Kitt Peak            | Spacewatch           |
| 255782         | 2006 RH95              | 15 de setembre de 2006 | Kitt Peak            | Spacewatch           |
| 255783         | 2006 RX95              | 15 de setembre de 2006 | Kitt Peak            | Spacewatch           |
| 255784         | 2006 RJ96              | 15 de setembre de 2006 | Kitt Peak            | Spacewatch           |
| 255785         | 2006 RE97              | 15 de setembre de 2006 | Kitt Peak            | Spacewatch           |
| 255786         | 2006 RW98              | 14 de setembre de 2006 | Kitt Peak            | Spacewatch           |
| 255787         | 2006 RF100             | 14 de setembre de 2006 | Catalina             | CSS                  |
| 255788         | 2006 RK100             | 14 de setembre de 2006 | Catalina             | CSS                  |
| 255789         | 2006 RY100             | 14 de setembre de 2006 | Catalina             | CSS                  |
| 255790         | 2006 SQ                | 16 de setembre de 2006 | Catalina             | CSS                  |
| 255791         | 2006 SF3               | 16 de setembre de 2006 | Anderson Mesa        | LONEOS               |
| 255792         | 2006 ST7               | 18 de setembre de 2006 | Hibiscus             | S. F. Hoenig         |
| 255793         | 2006 SB8               | 16 de setembre de 2006 | Catalina             | CSS                  |
| 255794         | 2006 SE8               | 16 de setembre de 2006 | Catalina             | CSS                  |
| 255795         | 2006 SH8               | 16 de setembre de 2006 | Anderson Mesa        | LONEOS               |
| 255796         | 2006 SY10              | 16 de setembre de 2006 | Kitt Peak            | Spacewatch           |
| 255797         | 2006 SN11              | 16 de setembre de 2006 | Socorro              | LINEAR               |
| 255798         | 2006 SG13              | 17 de setembre de 2006 | Socorro              | LINEAR               |
| 255799         | 2006 ST14              | 17 de setembre de 2006 | Catalina             | CSS                  |
| 255800         | 2006 SN15              | 17 de setembre de 2006 | Catalina             | CSS                  |

## 255801-255900
| Nom    | Designació provisional | Data de descobriment   | Lloc de descobriment | Descobridor/s     |
| ------ | ---------------------- | ---------------------- | -------------------- | ----------------- |
| 255801 | 2006 SD19              | 17 de setembre de 2006 | Kitt Peak            | Spacewatch        |
| 255802 | 2006 SZ21              | 17 de setembre de 2006 | Catalina             | CSS               |
| 255803 | 2006 SL22              | 17 de setembre de 2006 | Anderson Mesa        | LONEOS            |
| 255804 | 2006 SV24              | 16 de setembre de 2006 | Catalina             | CSS               |
| 255805 | 2006 SM25              | 16 de setembre de 2006 | Anderson Mesa        | LONEOS            |
| 255806 | 2006 SD33              | 17 de setembre de 2006 | Kitt Peak            | Spacewatch        |
| 255807 | 2006 SO34              | 17 de setembre de 2006 | Catalina             | CSS               |
| 255808 | 2006 SM35              | 17 de setembre de 2006 | Kitt Peak            | Spacewatch        |
| 255809 | 2006 SN40              | 18 de setembre de 2006 | Catalina             | CSS               |
| 255810 | 2006 SC42              | 18 de setembre de 2006 | Anderson Mesa        | LONEOS            |
| 255811 | 2006 SB46              | 18 de setembre de 2006 | Anderson Mesa        | LONEOS            |
| 255812 | 2006 SE46              | 18 de setembre de 2006 | Vail-Jarnac          | Jarnac            |
| 255813 | 2006 SO48              | 16 de setembre de 2006 | Catalina             | CSS               |
| 255814 | 2006 SD50              | 19 de setembre de 2006 | La Sagra             | La Sagra          |
| 255815 | 2006 SP51              | 17 de setembre de 2006 | Anderson Mesa        | LONEOS            |
| 255816 | 2006 SN52              | 19 de setembre de 2006 | Catalina             | CSS               |
| 255817 | 2006 SQ54              | 18 de setembre de 2006 | Catalina             | CSS               |
| 255818 | 2006 SZ54              | 18 de setembre de 2006 | Catalina             | CSS               |
| 255819 | 2006 SE57              | 21 de setembre de 2006 | Ottmarsheim          | Ottmarsheim       |
| 255820 | 2006 SP57              | 17 de setembre de 2006 | Catalina             | CSS               |
| 255821 | 2006 SB68              | 19 de setembre de 2006 | Kitt Peak            | Spacewatch        |
| 255822 | 2006 SO70              | 19 de setembre de 2006 | Kitt Peak            | Spacewatch        |
| 255823 | 2006 SB71              | 19 de setembre de 2006 | Kitt Peak            | Spacewatch        |
| 255824 | 2006 SF71              | 19 de setembre de 2006 | Kitt Peak            | Spacewatch        |
| 255825 | 2006 SL72              | 19 de setembre de 2006 | Kitt Peak            | Spacewatch        |
| 255826 | 2006 SB76              | 19 de setembre de 2006 | Kitt Peak            | Spacewatch        |
| 255827 | 2006 SZ85              | 18 de setembre de 2006 | Kitt Peak            | Spacewatch        |
| 255828 | 2006 SC86              | 18 de setembre de 2006 | Kitt Peak            | Spacewatch        |
| 255829 | 2006 ST87              | 18 de setembre de 2006 | Kitt Peak            | Spacewatch        |
| 255830 | 2006 SY89              | 18 de setembre de 2006 | Kitt Peak            | Spacewatch        |
| 255831 | 2006 SO90              | 18 de setembre de 2006 | Kitt Peak            | Spacewatch        |
| 255832 | 2006 SH95              | 18 de setembre de 2006 | Kitt Peak            | Spacewatch        |
| 255833 | 2006 SK95              | 18 de setembre de 2006 | Kitt Peak            | Spacewatch        |
| 255834 | 2006 SP96              | 18 de setembre de 2006 | Kitt Peak            | Spacewatch        |
| 255835 | 2006 SK98              | 18 de setembre de 2006 | Kitt Peak            | Spacewatch        |
| 255836 | 2006 SC100             | 18 de setembre de 2006 | Kitt Peak            | Spacewatch        |
| 255837 | 2006 SS103             | 19 de setembre de 2006 | Kitt Peak            | Spacewatch        |
| 255838 | 2006 SE104             | 19 de setembre de 2006 | Kitt Peak            | Spacewatch        |
| 255839 | 2006 SN108             | 19 de setembre de 2006 | Kitt Peak            | Spacewatch        |
| 255840 | 2006 SR109             | 19 de setembre de 2006 | Kitt Peak            | Spacewatch        |
| 255841 | 2006 SM110             | 20 de setembre de 2006 | Catalina             | CSS               |
| 255842 | 2006 SG111             | 22 de setembre de 2006 | Kitt Peak            | Spacewatch        |
| 255843 | 2006 SJ116             | 24 de setembre de 2006 | Kitt Peak            | Spacewatch        |
| 255844 | 2006 SH117             | 24 de setembre de 2006 | Kitt Peak            | Spacewatch        |
| 255845 | 2006 SM117             | 24 de setembre de 2006 | Kitt Peak            | Spacewatch        |
| 255846 | 2006 SQ121             | 18 de setembre de 2006 | Catalina             | CSS               |
| 255847 | 2006 SA136             | 20 de setembre de 2006 | Catalina             | CSS               |
| 255848 | 2006 SH138             | 20 de setembre de 2006 | Anderson Mesa        | LONEOS            |
| 255849 | 2006 SS142             | 19 de setembre de 2006 | Catalina             | CSS               |
| 255850 | 2006 SO143             | 19 de setembre de 2006 | Kitt Peak            | Spacewatch        |
| 255851 | 2006 SP151             | 19 de setembre de 2006 | Kitt Peak            | Spacewatch        |
| 255852 | 2006 SS151             | 19 de setembre de 2006 | Kitt Peak            | Spacewatch        |
| 255853 | 2006 SQ152             | 19 de setembre de 2006 | Kitt Peak            | Spacewatch        |
| 255854 | 2006 SK153             | 20 de setembre de 2006 | Catalina             | CSS               |
| 255855 | 2006 SF154             | 20 de setembre de 2006 | Palomar              | NEAT              |
| 255856 | 2006 SJ154             | 20 de setembre de 2006 | Palomar              | NEAT              |
| 255857 | 2006 SC160             | 23 de setembre de 2006 | Kitt Peak            | Spacewatch        |
| 255858 | 2006 SF160             | 23 de setembre de 2006 | Kitt Peak            | Spacewatch        |
| 255859 | 2006 SL163             | 24 de setembre de 2006 | Kitt Peak            | Spacewatch        |
| 255860 | 2006 SV165             | 25 de setembre de 2006 | Kitt Peak            | Spacewatch        |
| 255861 | 2006 ST169             | 25 de setembre de 2006 | Kitt Peak            | Spacewatch        |
| 255862 | 2006 SG171             | 25 de setembre de 2006 | Kitt Peak            | Spacewatch        |
| 255863 | 2006 SJ172             | 25 de setembre de 2006 | Kitt Peak            | Spacewatch        |
| 255864 | 2006 SB175             | 25 de setembre de 2006 | Kitt Peak            | Spacewatch        |
| 255865 | 2006 SL182             | 25 de setembre de 2006 | Kitt Peak            | Spacewatch        |
| 255866 | 2006 SW184             | 25 de setembre de 2006 | Mount Lemmon         | Mt. Lemmon Survey |
| 255867 | 2006 SA186             | 25 de setembre de 2006 | Mount Lemmon         | Mt. Lemmon Survey |
| 255868 | 2006 SW187             | 26 de setembre de 2006 | Kitt Peak            | Spacewatch        |
| 255869 | 2006 SS196             | 26 de setembre de 2006 | Kitt Peak            | Spacewatch        |
| 255870 | 2006 SW196             | 26 de setembre de 2006 | Kitt Peak            | Spacewatch        |
| 255871 | 2006 SA203             | 25 de setembre de 2006 | Mount Lemmon         | Mt. Lemmon Survey |
| 255872 | 2006 SS208             | 26 de setembre de 2006 | Socorro              | LINEAR            |
| 255873 | 2006 SL211             | 26 de setembre de 2006 | Catalina             | CSS               |
| 255874 | 2006 SB215             | 27 de setembre de 2006 | Mount Lemmon         | Mt. Lemmon Survey |
| 255875 | 2006 SJ223             | 25 de setembre de 2006 | Mount Lemmon         | Mt. Lemmon Survey |
| 255876 | 2006 SN223             | 25 de setembre de 2006 | Mount Lemmon         | Mt. Lemmon Survey |
| 255877 | 2006 SS223             | 25 de setembre de 2006 | Mount Lemmon         | Mt. Lemmon Survey |
| 255878 | 2006 SQ239             | 26 de setembre de 2006 | Kitt Peak            | Spacewatch        |
| 255879 | 2006 SB241             | 26 de setembre de 2006 | Kitt Peak            | Spacewatch        |
| 255880 | 2006 SH250             | 26 de setembre de 2006 | Kitt Peak            | Spacewatch        |
| 255881 | 2006 SE254             | 26 de setembre de 2006 | Mount Lemmon         | Mt. Lemmon Survey |
| 255882 | 2006 SG259             | 26 de setembre de 2006 | Kitt Peak            | Spacewatch        |
| 255883 | 2006 SV259             | 26 de setembre de 2006 | Mount Lemmon         | Mt. Lemmon Survey |
| 255884 | 2006 SN262             | 26 de setembre de 2006 | Mount Lemmon         | Mt. Lemmon Survey |
| 255885 | 2006 SJ263             | 26 de setembre de 2006 | Kitt Peak            | Spacewatch        |
| 255886 | 2006 SX268             | 26 de setembre de 2006 | Kitt Peak            | Spacewatch        |
| 255887 | 2006 SS269             | 26 de setembre de 2006 | Mount Lemmon         | Mt. Lemmon Survey |
| 255888 | 2006 SD271             | 27 de setembre de 2006 | Socorro              | LINEAR            |
| 255889 | 2006 SG271             | 27 de setembre de 2006 | Mount Lemmon         | Mt. Lemmon Survey |
| 255890 | 2006 SD274             | 27 de setembre de 2006 | Mount Lemmon         | Mt. Lemmon Survey |
| 255891 | 2006 SS274             | 27 de setembre de 2006 | Mount Lemmon         | Mt. Lemmon Survey |
| 255892 | 2006 SL275             | 27 de setembre de 2006 | Mount Lemmon         | Mt. Lemmon Survey |
| 255893 | 2006 ST279             | 28 de setembre de 2006 | Catalina             | CSS               |
| 255894 | 2006 SK284             | 27 de setembre de 2006 | Catalina             | CSS               |
| 255895 | 2006 SN286             | 19 de setembre de 2006 | Catalina             | CSS               |
| 255896 | 2006 SA289             | 26 de setembre de 2006 | Catalina             | CSS               |
| 255897 | 2006 SY289             | 27 de setembre de 2006 | Socorro              | LINEAR            |
| 255898 | 2006 SK294             | 25 de setembre de 2006 | Kitt Peak            | Spacewatch        |
| 255899 | 2006 SP298             | 25 de setembre de 2006 | Mount Lemmon         | Mt. Lemmon Survey |
| 255900 | 2006 SR298             | 25 de setembre de 2006 | Kitt Peak            | Spacewatch        |

## 255901-256000
| Nom                | Designació provisional | Data de descobriment   | Lloc de descobriment | Descobridor/s       |
| ------------------ | ---------------------- | ---------------------- | -------------------- | ------------------- |
| 255901             | 2006 SH306             | 27 de setembre de 2006 | Socorro              | LINEAR              |
| 255902             | 2006 SD308             | 27 de setembre de 2006 | Kitt Peak            | Spacewatch          |
| 255903             | 2006 SS315             | 27 de setembre de 2006 | Kitt Peak            | Spacewatch          |
| 255904             | 2006 SU316             | 27 de setembre de 2006 | Kitt Peak            | Spacewatch          |
| 255905             | 2006 SC323             | 27 de setembre de 2006 | Kitt Peak            | Spacewatch          |
| 255906             | 2006 SY325             | 27 de setembre de 2006 | Kitt Peak            | Spacewatch          |
| 255907             | 2006 SE327             | 27 de setembre de 2006 | Kitt Peak            | Spacewatch          |
| 255908             | 2006 SC329             | 27 de setembre de 2006 | Kitt Peak            | Spacewatch          |
| 255909             | 2006 SN339             | 28 de setembre de 2006 | Kitt Peak            | Spacewatch          |
| 255910             | 2006 SK342             | 28 de setembre de 2006 | Kitt Peak            | Spacewatch          |
| 255911             | 2006 SS348             | 28 de setembre de 2006 | Kitt Peak            | Spacewatch          |
| 255912             | 2006 SA354             | 30 de setembre de 2006 | Catalina             | CSS                 |
| 255913             | 2006 SE354             | 30 de setembre de 2006 | Catalina             | CSS                 |
| 255914             | 2006 SY356             | 30 de setembre de 2006 | Catalina             | CSS                 |
| 255915             | 2006 SW357             | 30 de setembre de 2006 | Mount Lemmon         | Mt. Lemmon Survey   |
| 255916             | 2006 SD358             | 30 de setembre de 2006 | Mount Lemmon         | Mt. Lemmon Survey   |
| 255917             | 2006 SE359             | 30 de setembre de 2006 | Catalina             | CSS                 |
| 255918             | 2006 SX361             | 30 de setembre de 2006 | Mount Lemmon         | Mt. Lemmon Survey   |
| 255919             | 2006 SB363             | 30 de setembre de 2006 | Catalina             | CSS                 |
| 255920             | 2006 SF365             | 30 de setembre de 2006 | Catalina             | CSS                 |
| 255921             | 2006 SV365             | 30 de setembre de 2006 | Mount Lemmon         | Mt. Lemmon Survey   |
| 255922             | 2006 SU366             | 16 de setembre de 2006 | Catalina             | CSS                 |
| 255923             | 2006 SE367             | 25 de setembre de 2006 | Catalina             | CSS                 |
| 255924             | 2006 SM388             | 30 de setembre de 2006 | Apache Point         | A. C. Becker        |
| 255925             | 2006 SF390             | 30 de setembre de 2006 | Apache Point         | A. C. Becker        |
| 255926             | 2006 SY390             | 17 de setembre de 2006 | Catalina             | CSS                 |
| 255927             | 2006 SO391             | 18 de setembre de 2006 | Catalina             | CSS                 |
| 255928             | 2006 SN392             | 26 de setembre de 2006 | Mount Lemmon         | Mt. Lemmon Survey   |
| 255929             | 2006 SM393             | 28 de setembre de 2006 | Mount Lemmon         | Mt. Lemmon Survey   |
| 255930             | 2006 SD397             | 19 de setembre de 2006 | Catalina             | CSS                 |
| 255931             | 2006 SW400             | 25 de setembre de 2006 | Mount Lemmon         | Mt. Lemmon Survey   |
| 255932             | 2006 SA402             | 30 de setembre de 2006 | Mount Lemmon         | Mt. Lemmon Survey   |
| 255933             | 2006 SV406             | 19 de setembre de 2006 | Catalina             | CSS                 |
| 255934             | 2006 SU408             | 19 de setembre de 2006 | Catalina             | CSS                 |
| 255935             | 2006 SZ412             | 17 de setembre de 2006 | Catalina             | CSS                 |
| 255936             | 2006 TP1               | 1 d'octubre de 2006    | Kitt Peak            | Spacewatch          |
| 255937             | 2006 TD4               | 2 d'octubre de 2006    | Mount Lemmon         | Mt. Lemmon Survey   |
| 255938             | 2006 TB8               | 12 d'octubre de 2006   | Calvin-Rehoboth      | L. A. Molnar        |
| 255939             | 2006 TT9               | 13 d'octubre de 2006   | Calvin-Rehoboth      | L. A. Molnar        |
| 255940             | 2006 TZ9               | 14 d'octubre de 2006   | Dax                  | Dax                 |
| 255941             | 2006 TT10              | 3 d'octubre de 2006    | Kitt Peak            | Spacewatch          |
| 255942             | 2006 TT11              | 15 d'octubre de 2006   | Kitt Peak            | Spacewatch          |
| 255943             | 2006 TT12              | 10 d'octubre de 2006   | Palomar              | NEAT                |
| 255944             | 2006 TM15              | 11 d'octubre de 2006   | Kitt Peak            | Spacewatch          |
| 255945             | 2006 TZ16              | 11 d'octubre de 2006   | Kitt Peak            | Spacewatch          |
| 255946             | 2006 TA17              | 11 d'octubre de 2006   | Kitt Peak            | Spacewatch          |
| 255947             | 2006 TG17              | 11 d'octubre de 2006   | Kitt Peak            | Spacewatch          |
| 255948             | 2006 TG22              | 11 d'octubre de 2006   | Kitt Peak            | Spacewatch          |
| 255949             | 2006 TU22              | 11 d'octubre de 2006   | Kitt Peak            | Spacewatch          |
| 255950             | 2006 TN23              | 11 d'octubre de 2006   | Kitt Peak            | Spacewatch          |
| 255951             | 2006 TY26              | 12 d'octubre de 2006   | Kitt Peak            | Spacewatch          |
| 255952             | 2006 TD27              | 12 d'octubre de 2006   | Kitt Peak            | Spacewatch          |
| 255953             | 2006 TF27              | 12 d'octubre de 2006   | Kitt Peak            | Spacewatch          |
| 255954             | 2006 TT27              | 12 d'octubre de 2006   | Kitt Peak            | Spacewatch          |
| 255955             | 2006 TD28              | 12 d'octubre de 2006   | Kitt Peak            | Spacewatch          |
| 255956             | 2006 TP28              | 12 d'octubre de 2006   | Kitt Peak            | Spacewatch          |
| 255957             | 2006 TQ28              | 12 d'octubre de 2006   | Kitt Peak            | Spacewatch          |
| 255958             | 2006 TK29              | 12 d'octubre de 2006   | Kitt Peak            | Spacewatch          |
| 255959             | 2006 TP34              | 12 d'octubre de 2006   | Kitt Peak            | Spacewatch          |
| 255960             | 2006 TC35              | 12 d'octubre de 2006   | Kitt Peak            | Spacewatch          |
| 255961             | 2006 TB36              | 12 d'octubre de 2006   | Kitt Peak            | Spacewatch          |
| 255962             | 2006 TH37              | 12 d'octubre de 2006   | Kitt Peak            | Spacewatch          |
| 255963             | 2006 TV38              | 12 d'octubre de 2006   | Kitt Peak            | Spacewatch          |
| 255964             | 2006 TZ39              | 12 d'octubre de 2006   | Kitt Peak            | Spacewatch          |
| 255965             | 2006 TG40              | 12 d'octubre de 2006   | Kitt Peak            | Spacewatch          |
| 255966             | 2006 TA44              | 12 d'octubre de 2006   | Kitt Peak            | Spacewatch          |
| 255967             | 2006 TE44              | 12 d'octubre de 2006   | Kitt Peak            | Spacewatch          |
| 255968             | 2006 TR44              | 12 d'octubre de 2006   | Kitt Peak            | Spacewatch          |
| 255969             | 2006 TV44              | 12 d'octubre de 2006   | Kitt Peak            | Spacewatch          |
| 255970             | 2006 TG46              | 12 d'octubre de 2006   | Kitt Peak            | Spacewatch          |
| 255971             | 2006 TL47              | 12 d'octubre de 2006   | Kitt Peak            | Spacewatch          |
| 255972             | 2006 TE49              | 12 d'octubre de 2006   | Palomar              | NEAT                |
| 255973             | 2006 TV50              | 12 d'octubre de 2006   | Kitt Peak            | Spacewatch          |
| 255974             | 2006 TH51              | 12 d'octubre de 2006   | Kitt Peak            | Spacewatch          |
| 255975             | 2006 TQ52              | 12 d'octubre de 2006   | Kitt Peak            | Spacewatch          |
| 255976             | 2006 TF53              | 12 d'octubre de 2006   | Kitt Peak            | Spacewatch          |
| 255977             | 2006 TC64              | 10 d'octubre de 2006   | Palomar              | NEAT                |
| 255978             | 2006 TE70              | 11 d'octubre de 2006   | Palomar              | NEAT                |
| 255979             | 2006 TU70              | 11 d'octubre de 2006   | Palomar              | NEAT                |
| 255980             | 2006 TE71              | 11 d'octubre de 2006   | Palomar              | NEAT                |
| 255981             | 2006 TJ75              | 11 d'octubre de 2006   | Palomar              | NEAT                |
| 255982             | 2006 TF78              | 12 d'octubre de 2006   | Palomar              | NEAT                |
| 255983             | 2006 TY78              | 12 d'octubre de 2006   | Kitt Peak            | Spacewatch          |
| 255984             | 2006 TB79              | 12 d'octubre de 2006   | Kitt Peak            | Spacewatch          |
| 255985             | 2006 TF79              | 12 d'octubre de 2006   | Kitt Peak            | Spacewatch          |
| 255986             | 2006 TL82              | 13 d'octubre de 2006   | Kitt Peak            | Spacewatch          |
| 255987             | 2006 TT85              | 13 d'octubre de 2006   | Kitt Peak            | Spacewatch          |
| 255988             | 2006 TP91              | 13 d'octubre de 2006   | Kitt Peak            | Spacewatch          |
| 255989 Dengyushian | 2006 TU94              | 15 d'octubre de 2006   | Lulin                | C.-S. Lin, Q.-z. Ye |
| 255990             | 2006 TG98              | 15 d'octubre de 2006   | Kitt Peak            | Spacewatch          |
| 255991             | 2006 TL102             | 15 d'octubre de 2006   | Kitt Peak            | Spacewatch          |
| 255992             | 2006 TN102             | 15 d'octubre de 2006   | Kitt Peak            | Spacewatch          |
| 255993             | 2006 TE104             | 15 d'octubre de 2006   | Kitt Peak            | Spacewatch          |
| 255994             | 2006 TL105             | 15 d'octubre de 2006   | Kitt Peak            | Spacewatch          |
| 255995             | 2006 TY105             | 12 d'octubre de 2006   | Palomar              | NEAT                |
| 255996             | 2006 TC106             | 15 d'octubre de 2006   | Kitt Peak            | Spacewatch          |
| 255997             | 2006 TS106             | 15 d'octubre de 2006   | Catalina             | CSS                 |
| 255998             | 2006 TO109             | 4 d'octubre de 2006    | Mount Lemmon         | Mt. Lemmon Survey   |
| 255999             | 2006 TJ110             | 13 d'octubre de 2006   | Kitt Peak            | Spacewatch          |
| 256000             | 2006 TO110             | 13 d'octubre de 2006   | Kitt Peak            | Spacewatch          |